# Conjunt històric d'Albarrasí
El conjunt historicoartístic d'Albarrasí és el conjunt d'edificis que conformen el nucli més antic del municipi d'Albarrasí, que presenten una protecció global en haver-se catalogat i delimitat l'àrea de protecció per l'Ordre de 18 d'abril de 2011, publicada en el Butlletí Oficial d'Aragó del dia 30 de maig de 2011.
Geogràficament Albarrasí se situa a la comarca aragonesa de la Serra d'Albarrasí, a la província de Terol, Espanya. Situada en la conca del riu Guadalaviar, en el Sistema Ibèric i més concretament en la serra d'Albarrasí.
La presència a la zona d'Albarrasí de restes de pintura rupestre pertanyents a l'Art rupestre de l'arc mediterrani de la península Ibèrica, les mostres de la qual han estat declarades Patrimoni de la Humanitat, va fer que es dugués a terme la creació de l'anomenat Parc Cultural d'Albarrasí.

## Història
La fundació d'Albarrasí es va realitzar sobre les restes d'una vila romana, datada al voltant del segle ii aC, de la qual es conserven part del seu traçat i les restes de l'aqüeducte romà d'Albarrasí-Cella, excavats en la roca. Aquest primer nucli de població va aixecar en època visigoda una església amb l'advocació de Santa Maria, sobre la qual es va construir una altra en 1567 de fàbrica medieval i dirigits els treballs per Quinto Pierres Vedel.
Albarrasí va patir la dominació musulmana, estant la que es va conèixer com a Taifa d'Albarrasí (independent del Califat de Còrdova) sota el govern d'un grup d'amazics de la tribu de Banu Razín, podent-se contemplar d'aquest període històric una bona mostra d'edificis de diferents usos. No van aconseguir arrabassar-la del domini àrab ni els esforços del Cid, ni de Jaume I d'Aragó, sent els almoràvits els qui van aconseguir que entrés a formar part del Regne de València al segle xi.
El primer senyor cristià de la zona va ser Pedro Ruiz de Azagra, en 1170, romanent en possessió de la seva família fins al segle xiii, quan es desposseeix del senyoriu als Azagra passant a les mans de Pere III d'Aragó, qui li va atorgar un fur semblant al de la ciutat de Terol.
Pere IV d'Aragó la va incorporar als seus dominis al segle xiii i el seu successor Joan II li va concedir el títol de Ciutat. Després d'enllaços i enllaços matrimonials passa a pertànyer al segle xiv, a la corona d'Aragó. Serà Felip II qui decideix acabar amb el foralisme d'Albarrasí en 1598.
Durant l'edat mitjana, Albarrasí va experimentar un període de gran desenvolupament econòmic i, en part a conseqüència de l'anterior, arquitectònic. És en aquest moment quan es reforça la muralla, datada, en la part més antiga conservada, del segle xi, i el castell anomenat del Andador. Més tard, ja entrat el segle xiii es construeix la que serà la catedral del Salvador d'estil gòtic, que va ser reformada al segle xvi i a la qual se li va annexionar, ja al segle xvii el palau episcopal, que actualment presenta façana d'estil barroc.
El desenvolupament econòmic de la ciutat durant l'edat moderna va fer que es produís una nova expansió de la construcció, sobretot, de casals i palauets, els quals han arribat als nostres dies en perfecte estat de conservació. Parella a aquest desenvolupament es produeix un augment del poder eclesiàstic que es reflecteix en construccions d'aquest moment com el monestir de Sant Bruno o el de Sant Esteve. I més tard, ja entre els segles xvii-xviii, construeixen l'església de Sant Jaume, l'ermita de la Vega i en estil barroc el col·legi dels Pares Escolapis.
També va sofrir la ciutat la invasió francesa des de 1809, produint-se després de la guerra d'independència un període de decadència econòmica que va suposar la desaparició de pràcticament tota la indústria. Molt més tard, durant el conflicte bèl·lic del 36, la situació de decadència de la zona es va incrementar considerablement.
L'any 1961 va ser declarada Monument Nacional, mentre que l'Ordre de 18 d'abril de 2011, publicada en el Butlletí Oficial d'Aragó del dia 30 de maig d'aquest mateix any, delimita el conjunt històric d'Albarrasí (Terol) i el seu entorn de protecció. Sent el primer conjunt històric que es va declarar a Aragó.
En ple segle xxi, Albarrasí és considerat un nucli de considerable activitat industrial (fonamentalment relacionada amb la fusta), i desenvolupa una gran activitat en el sector serveis donada la seva oferta turística.

## Descripció
Amb la publicació en el BOA de l'Ordre per la qual es delimitava el Conjunt Històric d'Albarrasí i el seu entorn de protecció, es van establir les mesures de tutela, tant per al Conjunt Històric, a través del seu Pla Especial, com per al seu Entorn de Protecció.
La nova delimitació (bé a protegir) del Conjunt Històric recull tant el nucli històric situat dins del recinte de les muralles així com els barris de Los Palacios i de Jesús.
El conjunt protegit abasta quatre zones:
- l'extrem sud del meandre és el que se suposa s'adapta al traçat que hipotèticament havia de tenir la muralla en aquesta zona atenent a les característiques orogràfiques d'aquesta, la documentació existent i l'estudi de la zona.[2]
- l'extrem oest del barri de Los Palacios està readaptat a les edificacions que existeixen al moment de l'Ordre.[2]
- el límit nord afegeix el fossat que envolta totes les muralles, així com la torre del Andador.[2]
- l'extrem nord del barri del Jesús, igual que ocorria amb l'oest del de Los Palacios, s'adapta a les edificacions existents.[2]

Aquest conjunt es caracteritza per presentar carrers estrets i escarpats carrerons en les quals es disposen cases d'irregulars murs de fàbrica de maçoneria i entramats de fusta, utilitzant-se envans d'escaiola (en la seva majoria de color vermell), per fer tant envans interiors de les cases o divisions interior en aquestes, com suports per a la col·locació de teules, pissarres així com d'altres elements.
El nucli més primitiu del conjunt històric se centraria a la zona en la qual al segle ix els Banu Razin havien construït un hisn, en la penya en què se situa en l'actualitat la alcassaba, al voltant del qual s'estableix un caseriu, que dona lloc a un nucli poblacional que es denomina Santa Maria de Llevant, conservant d'aquesta manera el nom de l'antic poblat visigot i l'església que existiria als voltants d'aquest.
Aquest nucli inicial s'expandeix donant lloc a la formació d'una medina (protegida per una muralla que recorrien la vora superior del meandre, i que es completaven amb les conegudes com a Torre del Andador i Torre de la Muela, aquesta última en ruïnes actualment; de manera que es formava amb l'alcassaba, un triangle inexpugnable) que va ocupar la totalitat del meandre i que estructurava el seu urbanisme en un eix principal en el qual es disposava l'alcassaba, la mesquita i el soc, que és l'actual plaça Major.
Amb l'aparició del Regne de Taifa d'Albarrasí al segle xi, Santa Maria de Llevant passa a denominar-se Santa Maria dels Banu Razín, nomenant-se finalment Albarrasí. Durant aquest segle el recinte emmurallat s'amplia afegint en el seu interior el primer raval extramurs que va sorgir al voltant dels camins que sortien del soc, que coincidirien amb els carrers Azagra (on es disposen les conegudes com a «cases penjants», en la qual poden observar-se esplèndids exemples de cases senyorials com la casa dels Dolz de Espejo, el palau dels Navarro de Arzuriaga i la casa de la Brigadiera (que actualment és un hotel), i Portal de Molina, afegint-se a més una gran zona que s'utilitzava per al pasturatge i refugi del bestiar davant qualsevol perill.
Amb l'estabilitat econòmica i política que s'aconsegueix al segle xvi es produeix una extensió de la ciutat, apareixent barris extramurs com Los Palacios o el Raval de la Vega, aquest últim ja entre els segles xvii-xviii. Mentrestant intramurs es construïen cases de major grandària. És en aquest moment quan es construeix la catedral, el Palau Episcopal, l'Ajuntament, les esglésies de Santiago i Santa María, l'ermita de Sant Joan, l'Hospital així com el Col·legi i església dels escolapis.
Les característiques urbanístiques d'Albarrasí dificultaven el pas de vehicles per la carretera que havia de travessar el nucli històric. És per això que al segle xix es construeix un túnel en la roca sobre la qual s'assenta Albarrasí, la qual cosa va donar lloc a l'aparició d'un nou barri al nord del nucli antic anomenat barrio del Jesús.

### Monuments
Així entre els monuments que estarien inclosos en aquest conjunt històric cal destacar:
- La catedral del Salvador. La seva construcció es va iniciar en 1572, presenta una sola nau amb capelles laterals, d'entre les quals destaca la del Pilar (d'origen barroc). Del seu interior cal destacar el retaule major i el de Sant Pere, així com els tapissos flamencs datats al segle xvi, les peces d'orfebreria i instruments musicals com el baixó o un violí del segle xviii.[5]

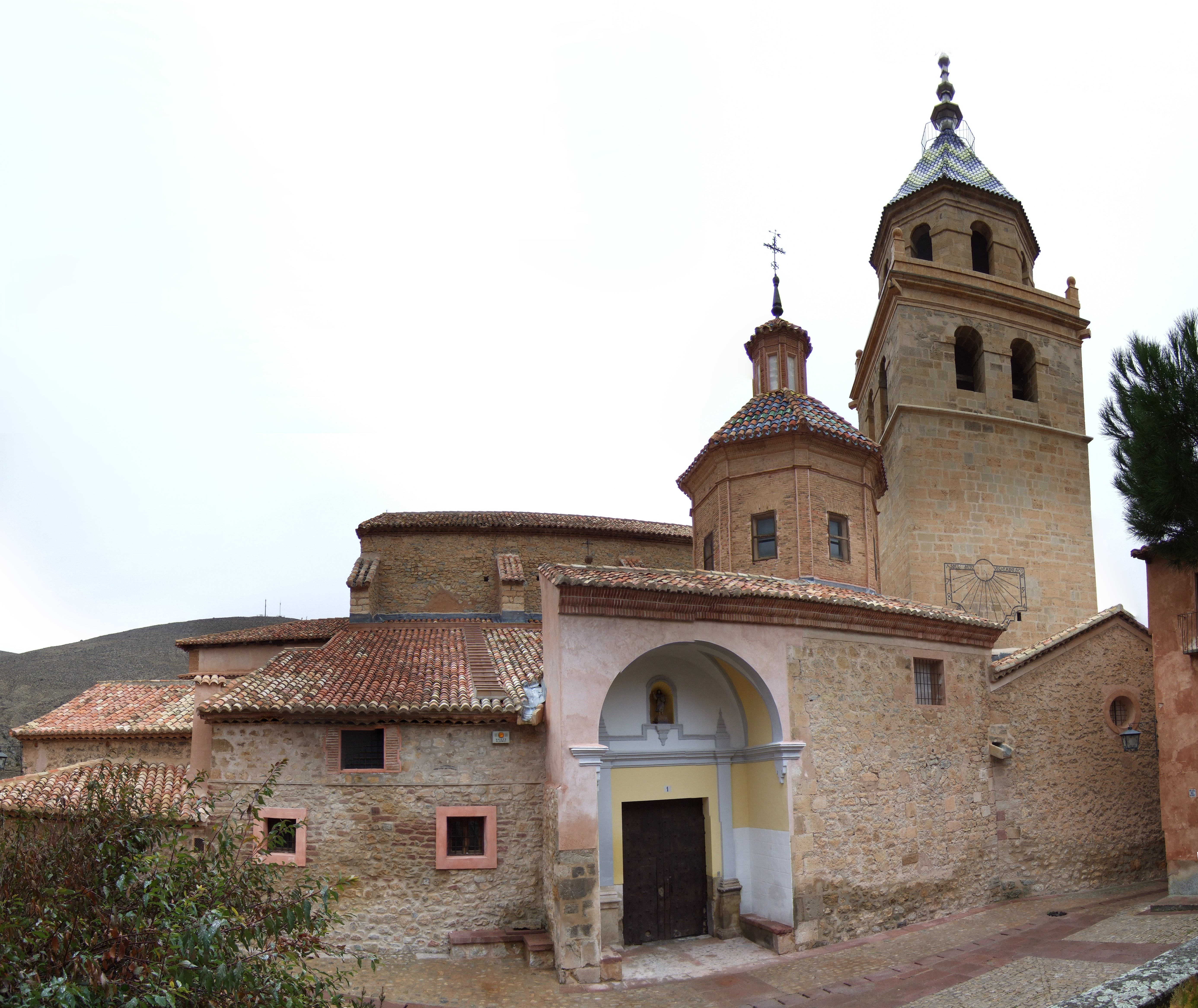
Façana lateral de la catedral
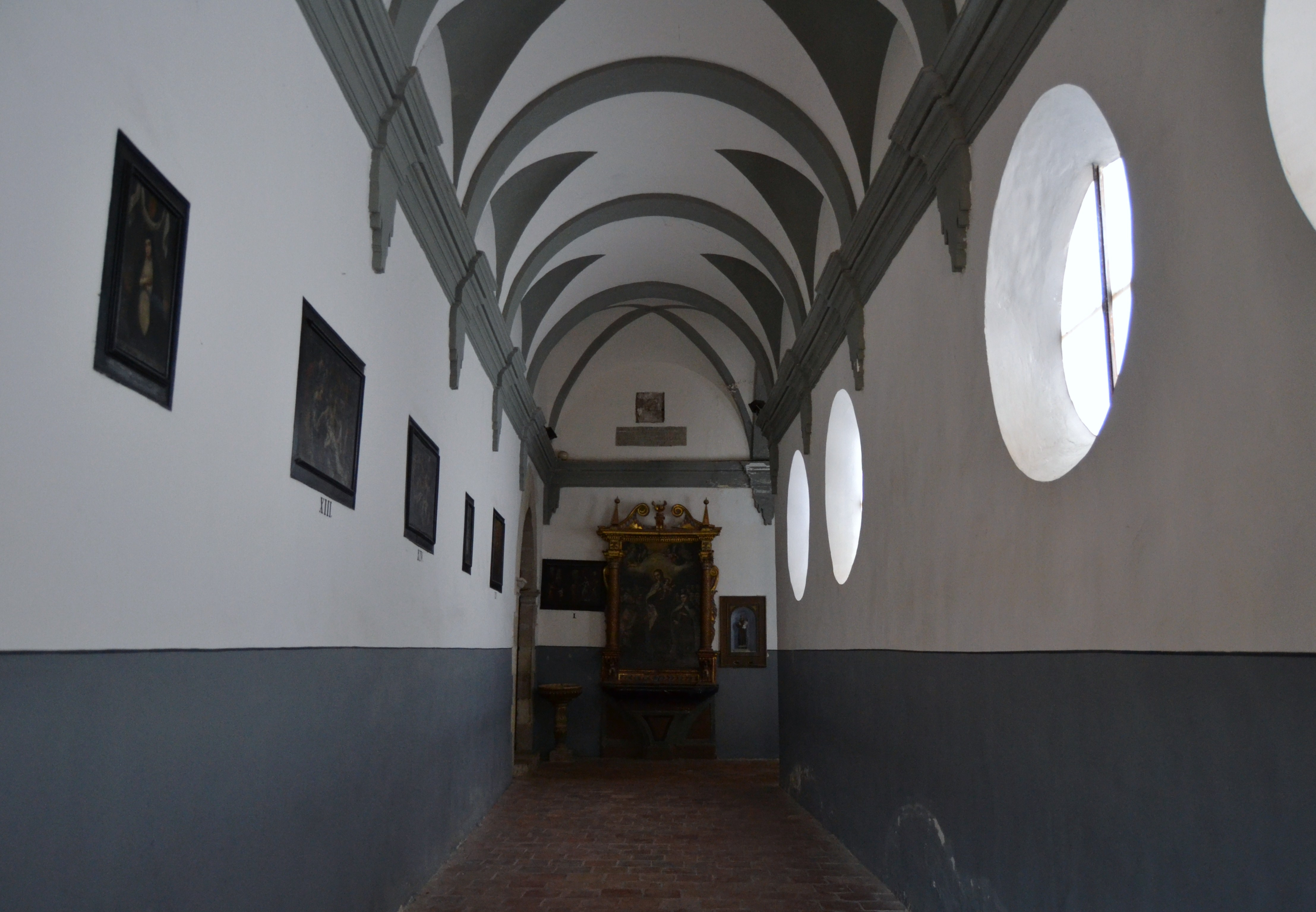
Galeria del claustre de la catedral
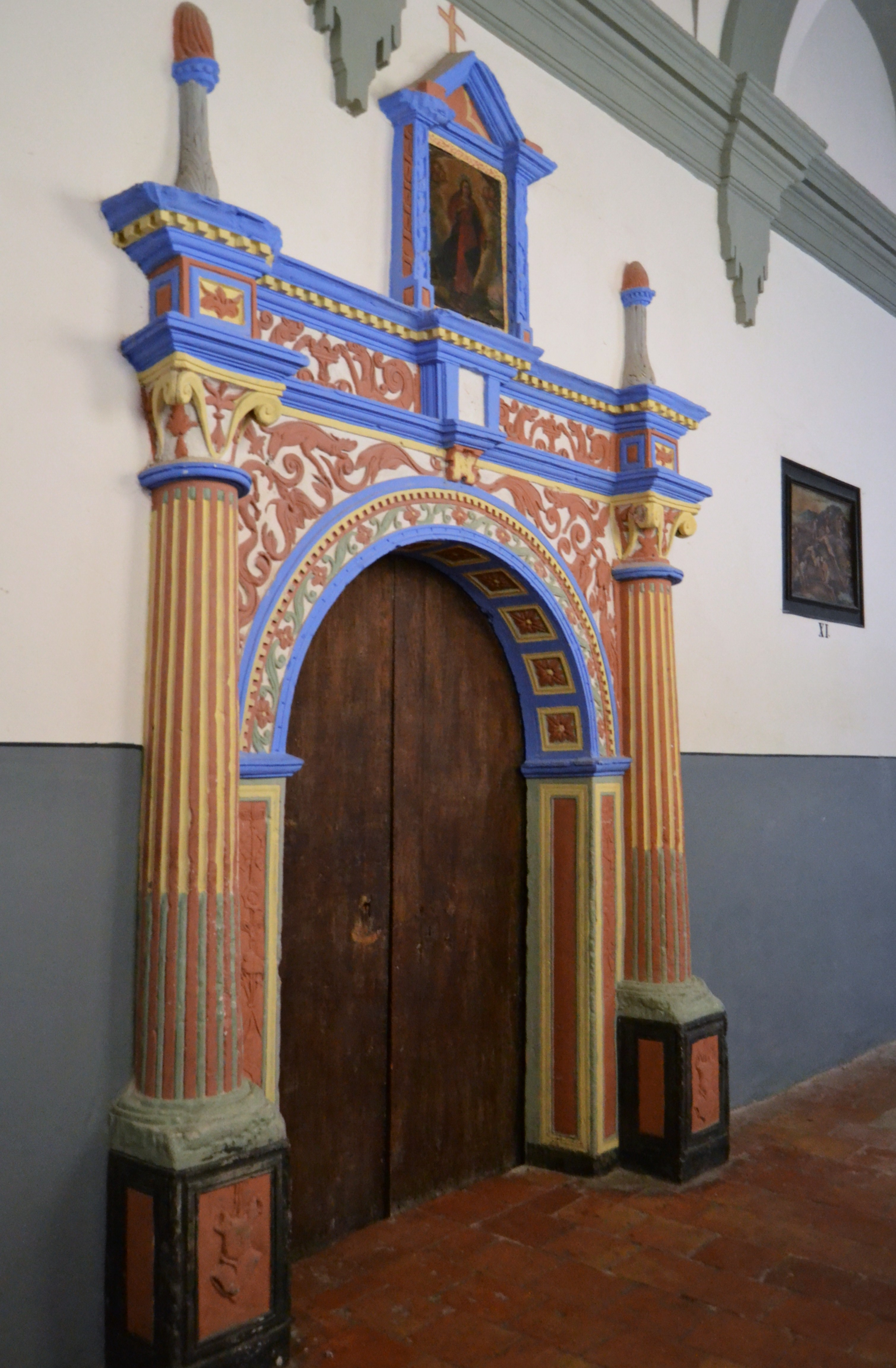
Porta d'accés al claustre de la catedral
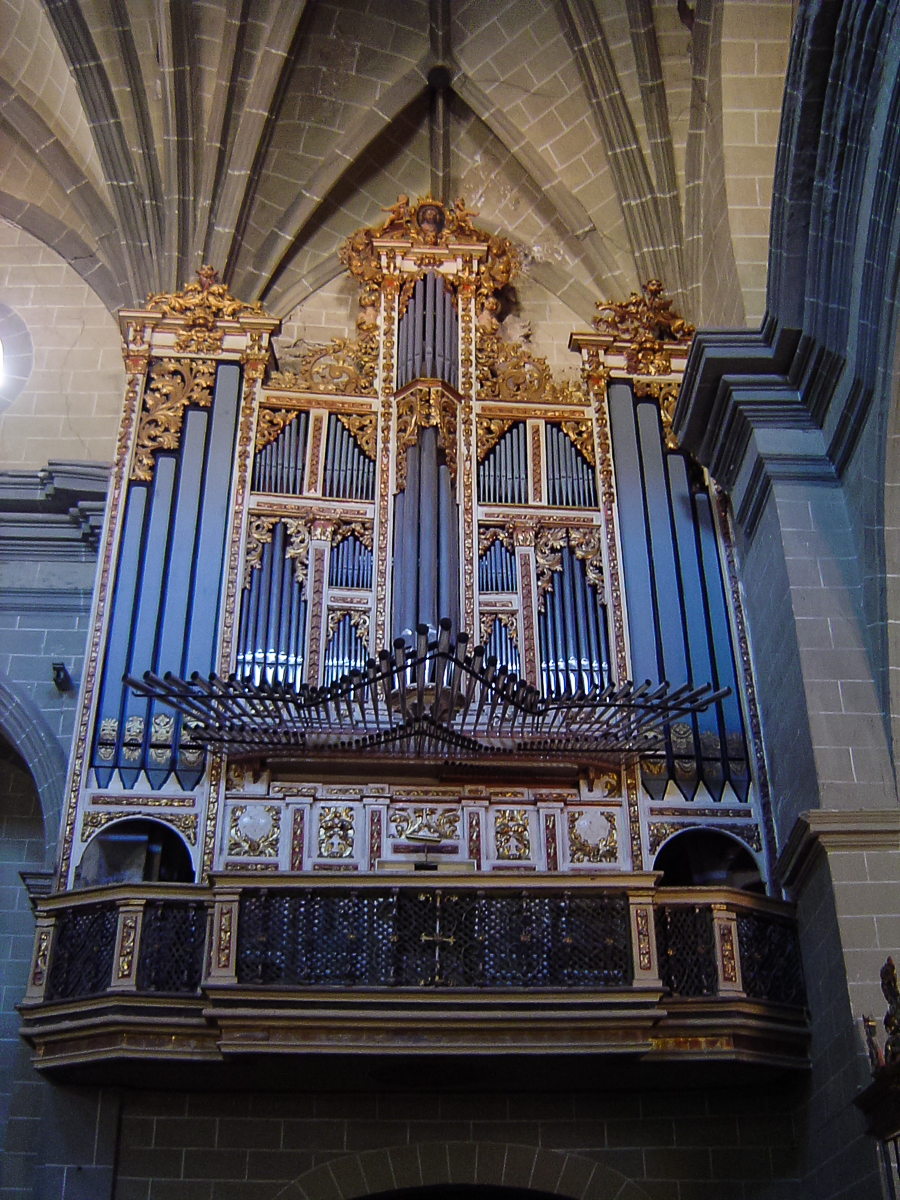
Orgue de la catedral
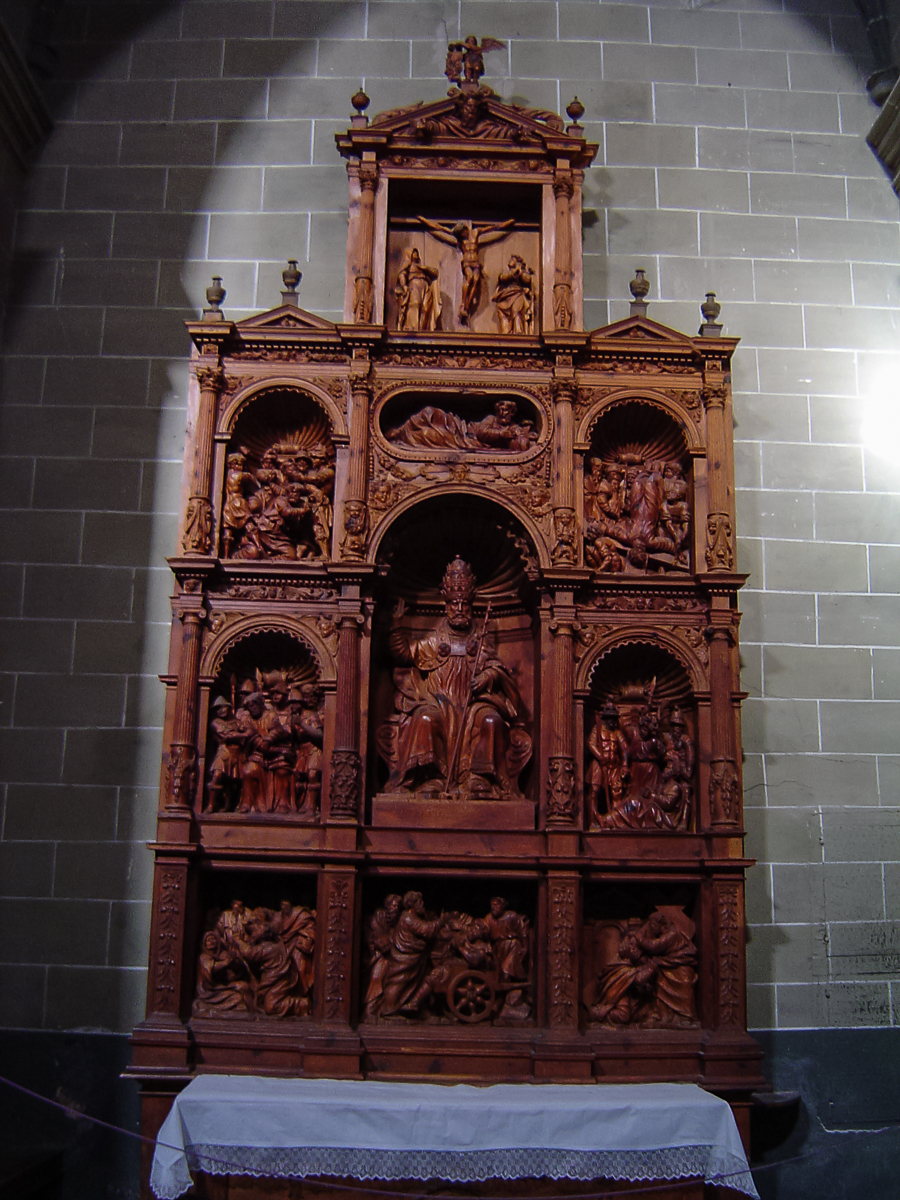
Retaule de la catedral
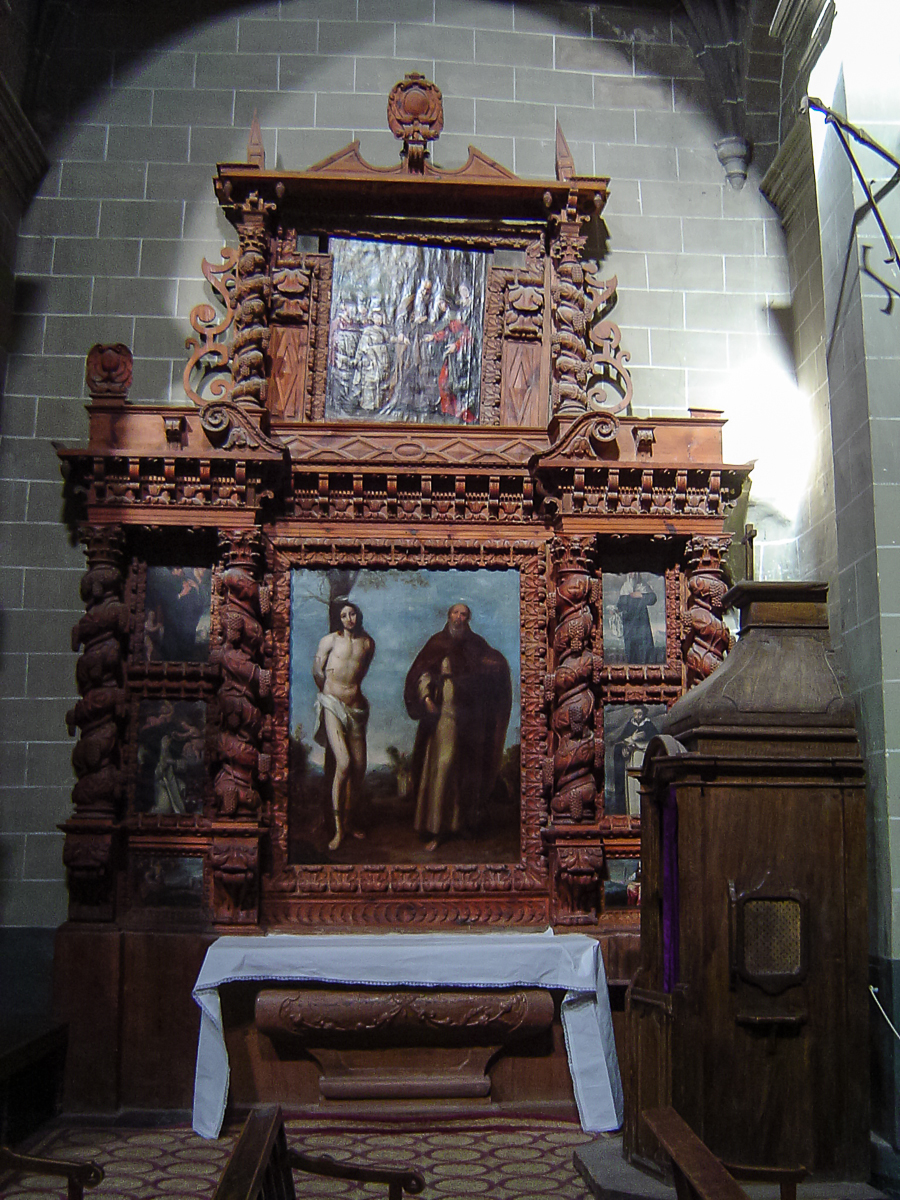
Retaule de la catedral
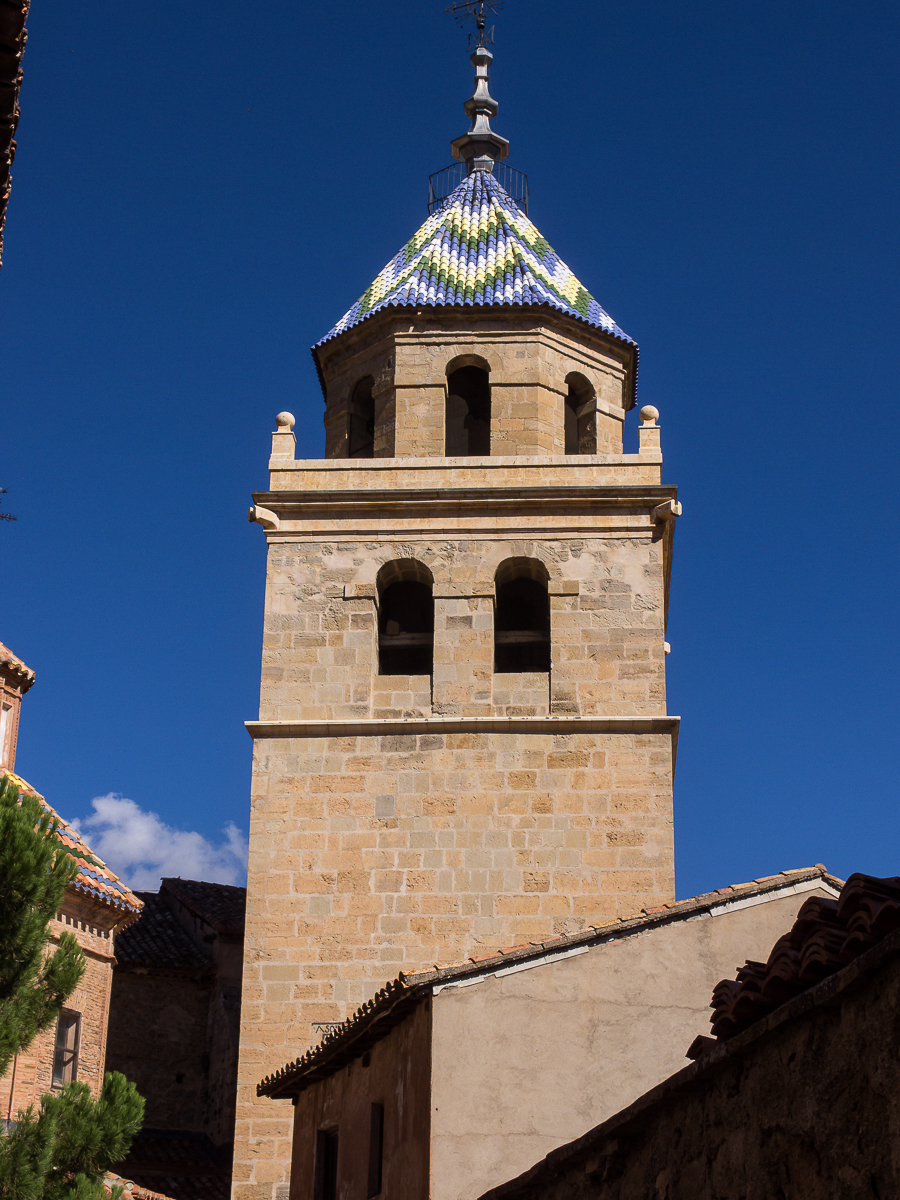
Campanar
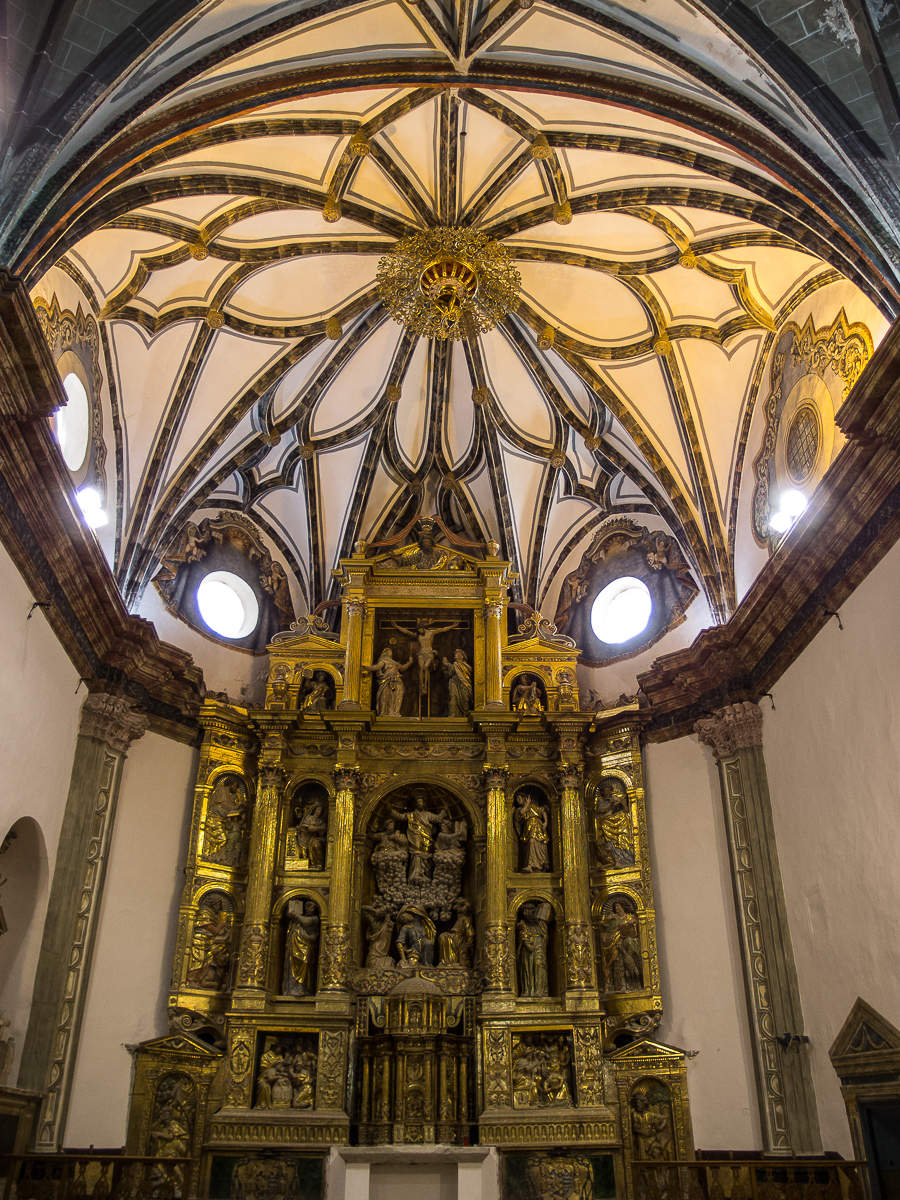
Altar major
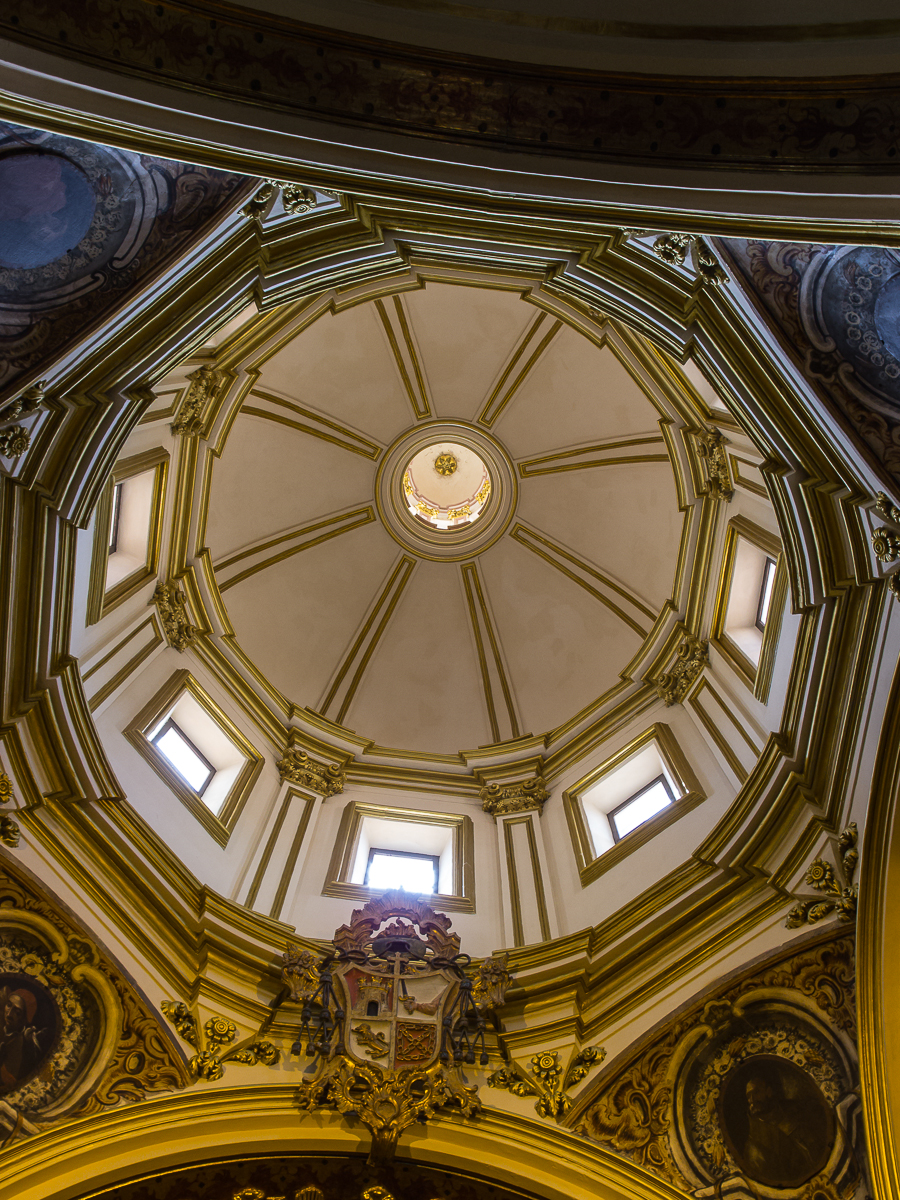
Detall de la cúpula

- El Palau Episcopal, al qual es pot accedir a través del claustre de la catedral, que porta a la planta noble del Palau, és a dir, la destinada a la residència del prelat, i a on actualment se situa el Museu Diocesà, i s'utilitza com a Palau de Reunions i Congressos, i també alberga la Fundació Santa María d'Albarrasí (organització sense ànim de lucre, creada en 1996, l'objectiu de la qual és fer d'Albarrasí un emblema cultural, recolzant-se per a això en la recuperació i activació cultural del seu patrimoni).[6] La seva construcció es data al segle xvi, malgrat que va sofrir reiterades reformes i ampliacions al llarg del segle xviii, cosa que va canviar molt el seu aspecte, sobretot externament, destacant la façana actual d'estil barroc.[5]

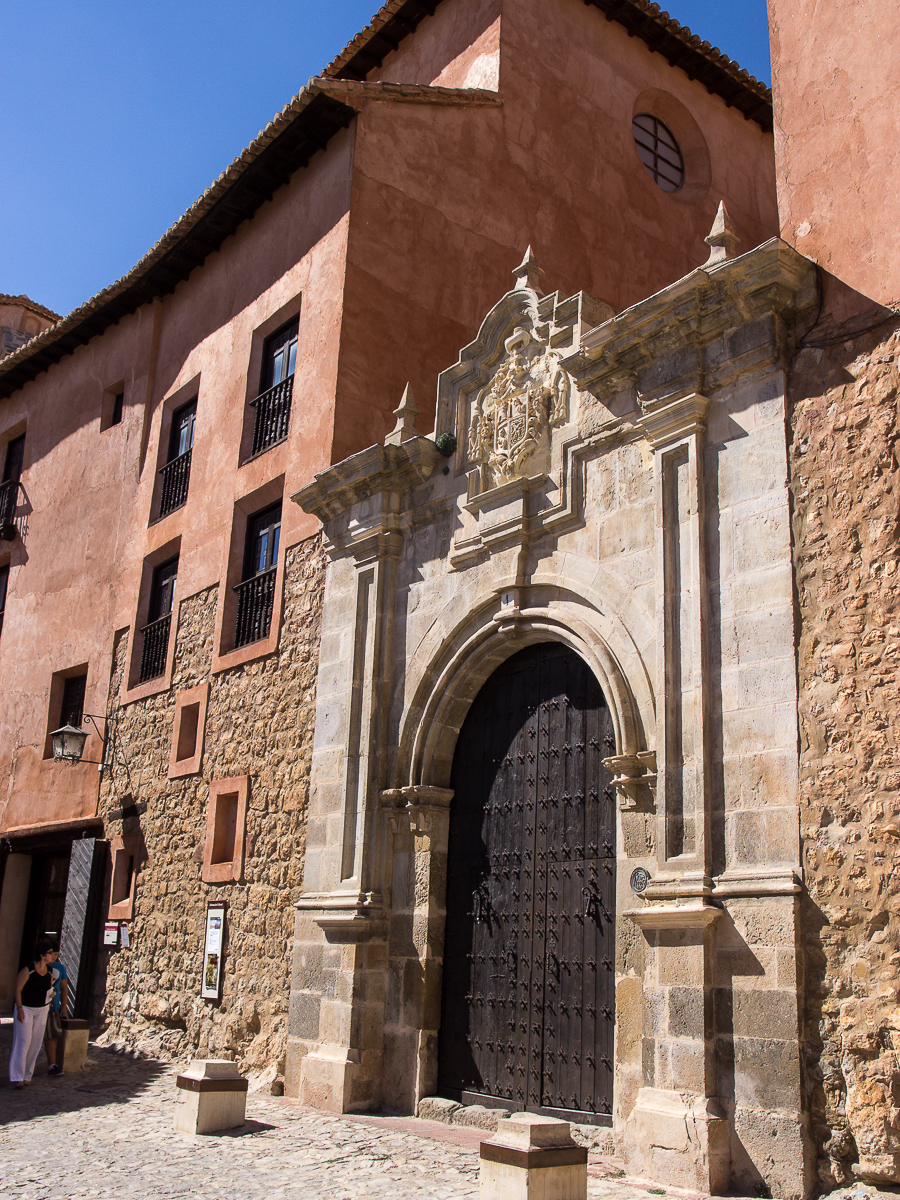
Palau Episcopal
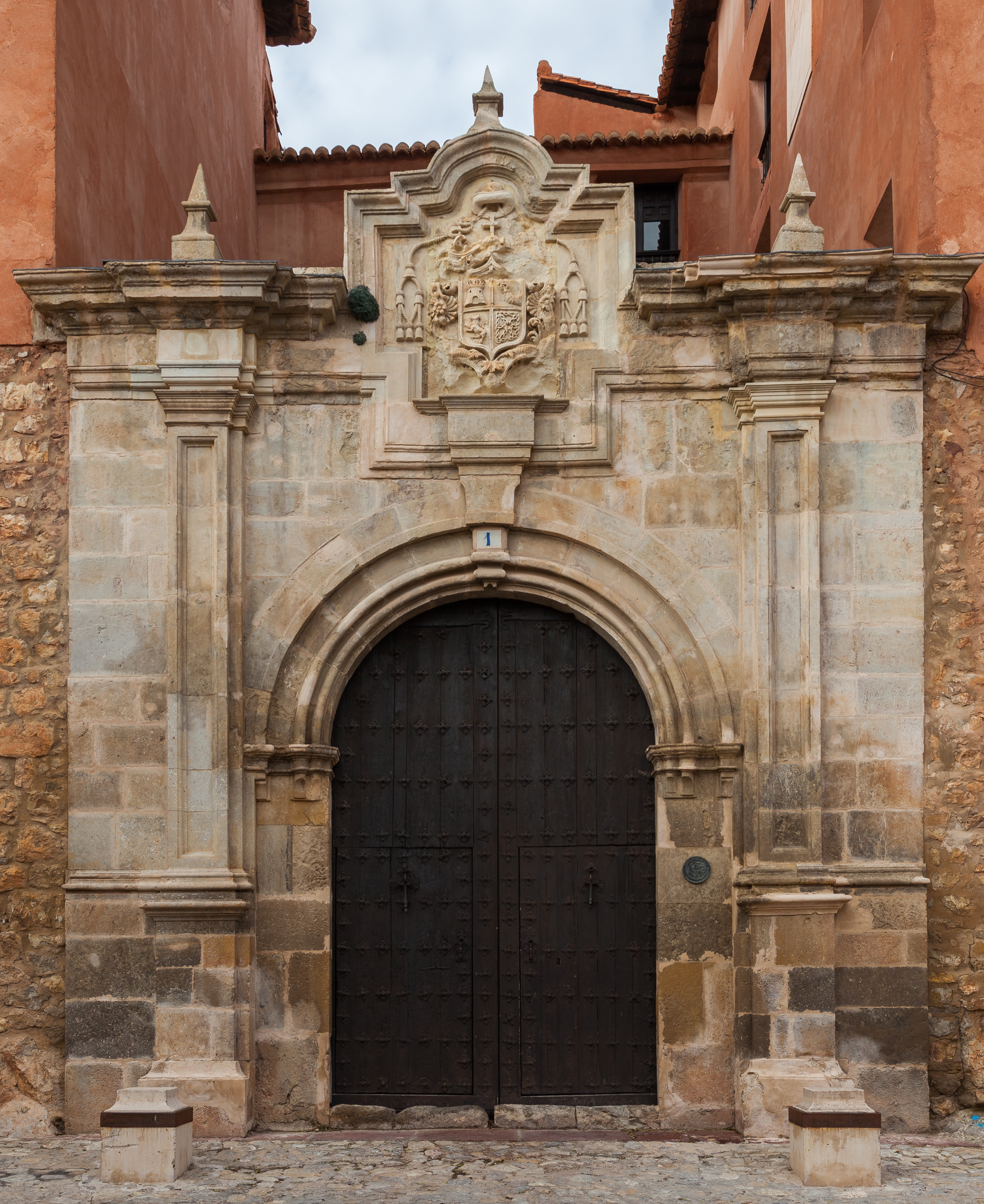
Porta d'accés
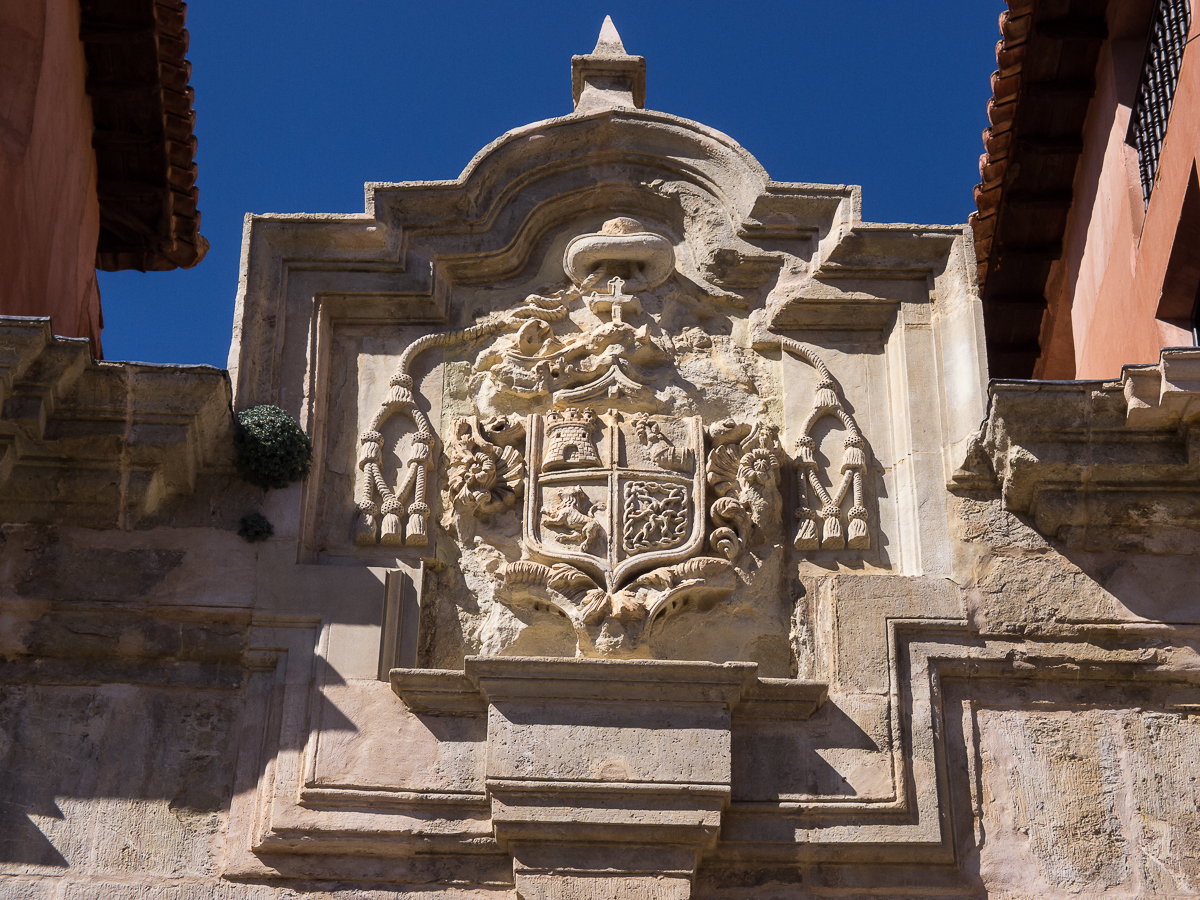
Detall de l'escut de la façana principal, damunt la porta de accés

- El castell. Té origen en l'alcassaba musulmana passant després a fortalesa feudal. Se situa en el nucli antic, en la part de més difícil accés per concedir-li major protecció. De les seves tres portes d'accés tan solament es conserva en l'actualitat una que s'insereix en el mateix recinte emmurallat. El cèrcol de la muralla que abasta una superfície total de 3.400 m², es reforça amb onze torres de planta circular.[5]

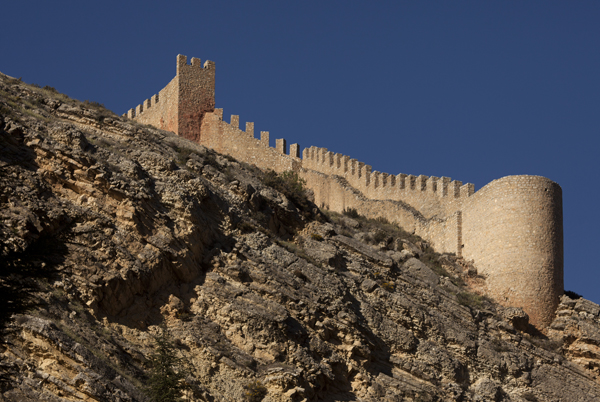
Vista general
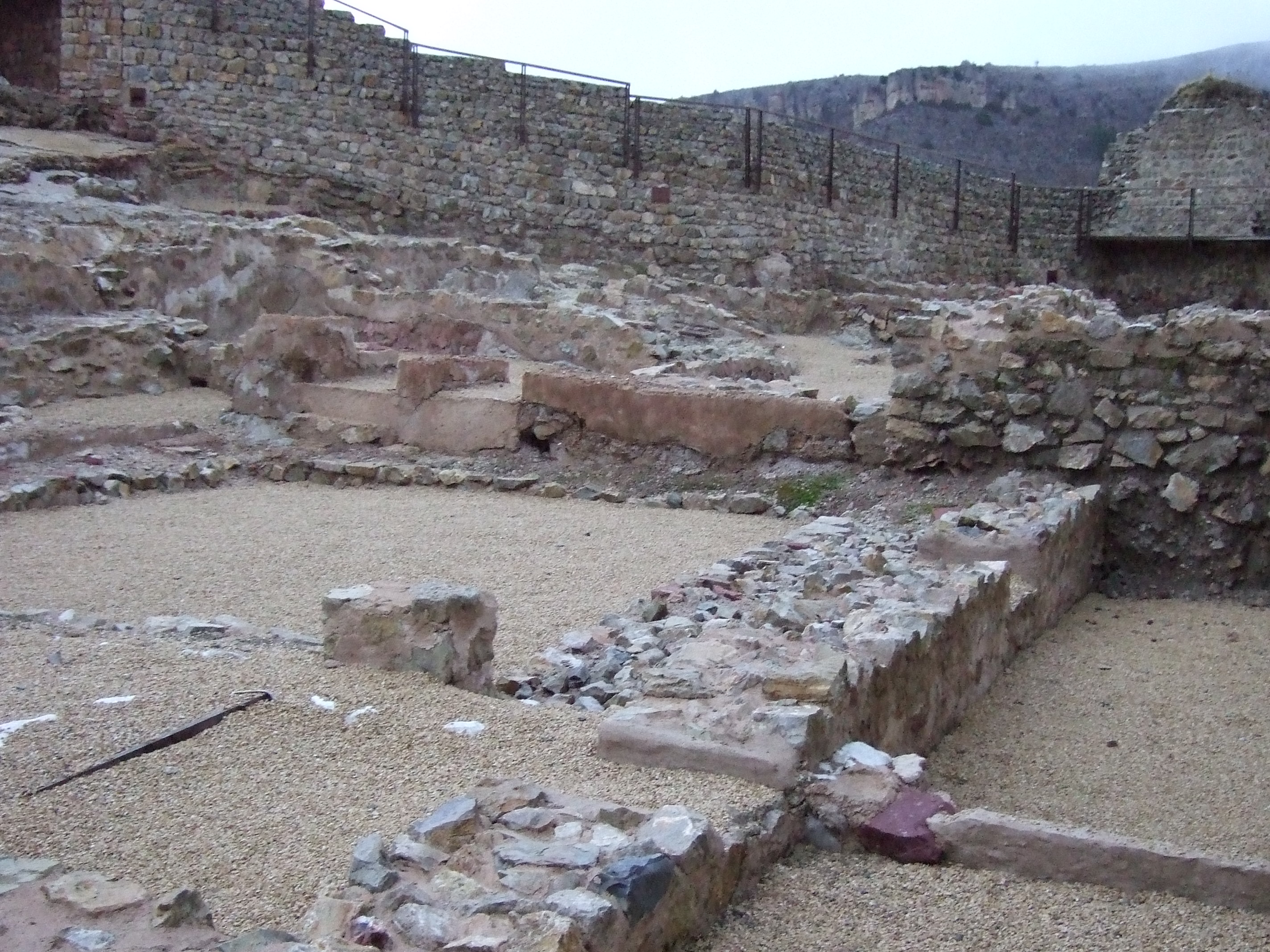
Restes antic Alcàsser
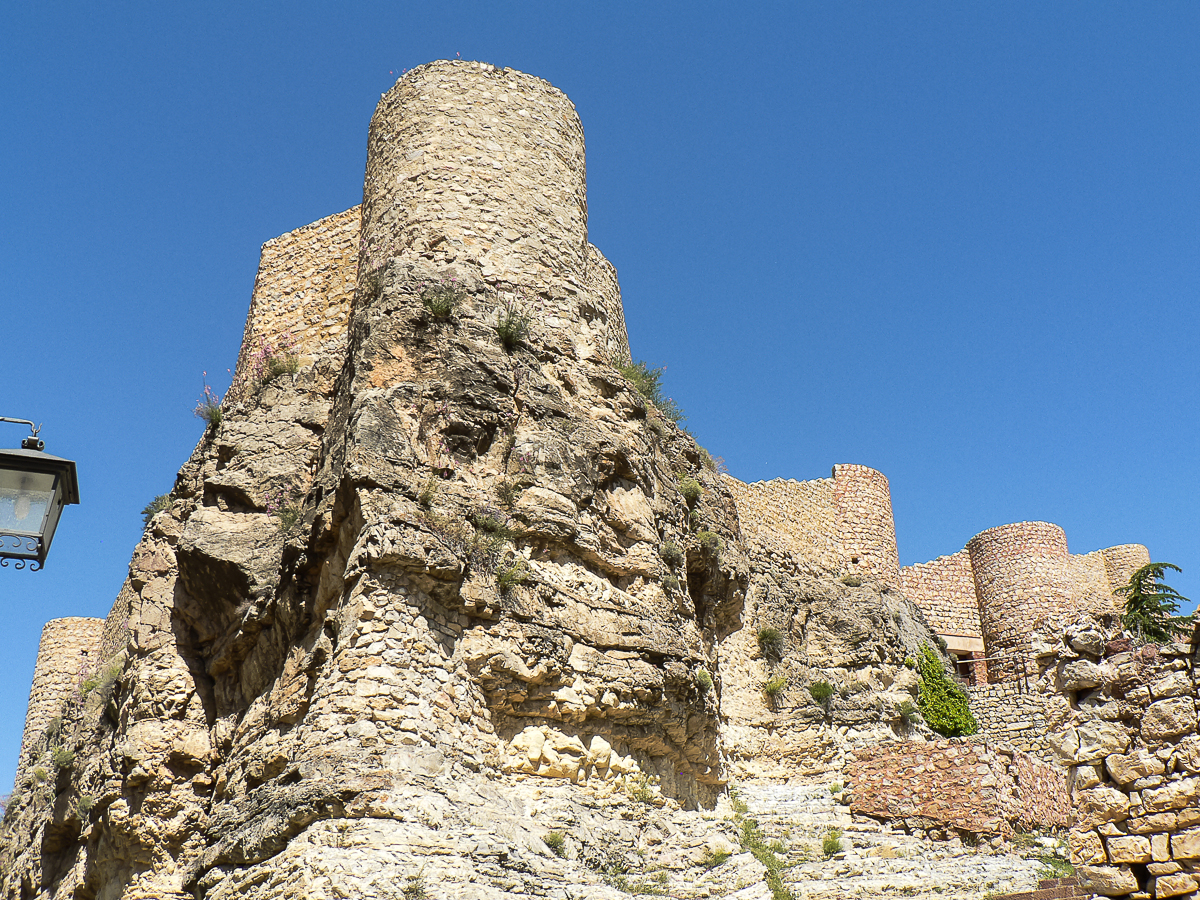
Detall torres circulars

- Recinte fortificat. El recinte emmurallat té diverses fases tant de construcció com de posteriors ampliacions. El primer recinte, datat del 965, construït pels musulmans, comprenia l'església de Santa María i l'Alcàsser. A la fi del segle x es construeix la Torre del Andador, com a torre albarrana, però que finalment es va incloure en el recinte fortificat al començament del segle xi. Quan Albarrasí es converteix en capital de la taifa d'Albarrasí, es va haver d'ampliar la muralla. Així, el primitiu portal de Ferro va quedar dins del nou recinte, i es van obrir tres portals: a l'est, el Portal de Terol, del que no es conserva gens; a l'oest, el Portal de Molina (format per dues torrasses de planta quadrada i entre tots dos un arc de mig punt de gran dovellatge de carreus); i al sud, el Portal de l'Aigua (construït per facilitar una sortida de la ciutat en cas de setge i per a proveïment d'aigua), adossat a una de les torrasses de la muralla i protegida originalment per la Torre de la Muela del qual tampoc queden restes.[7]

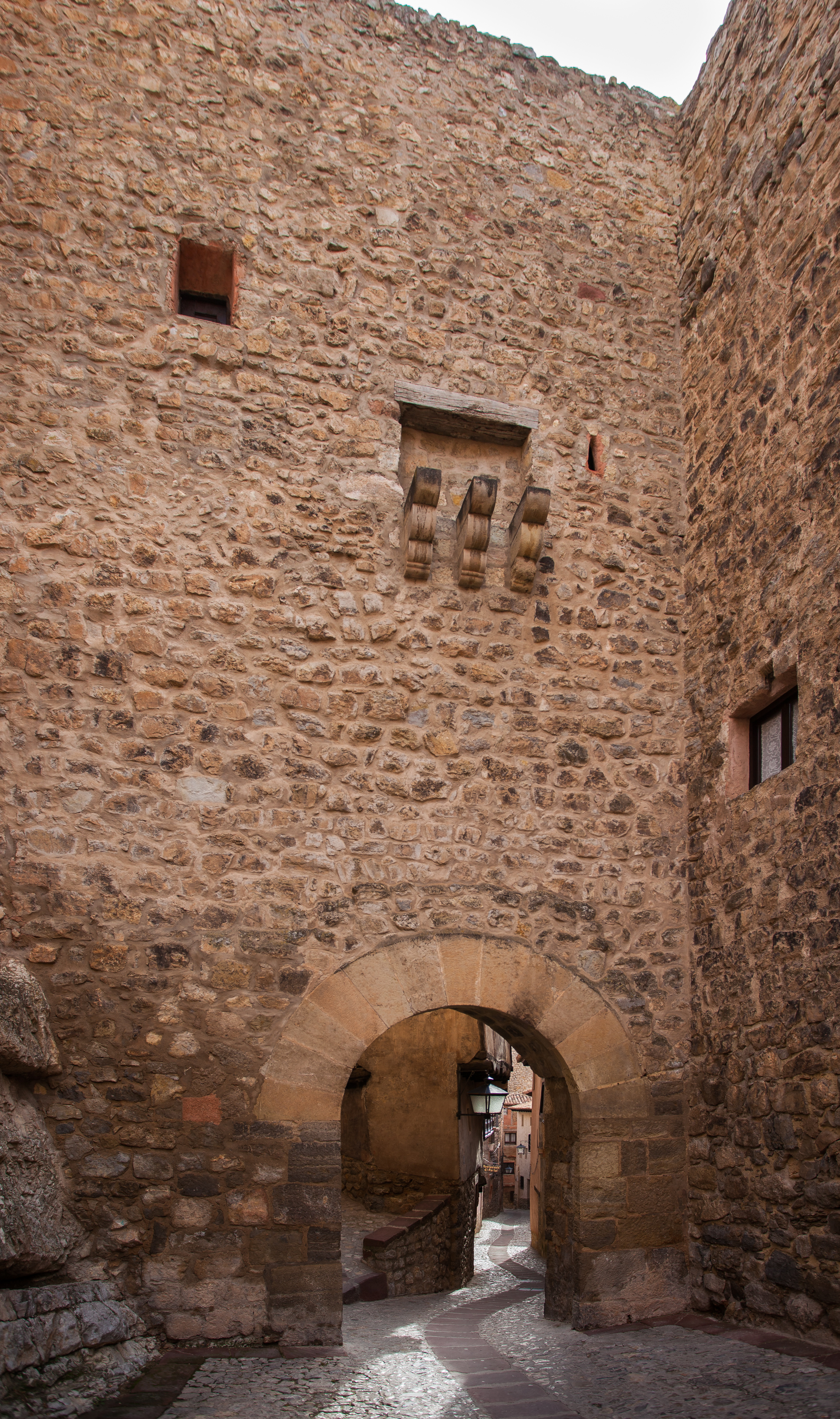
Portal de Molina
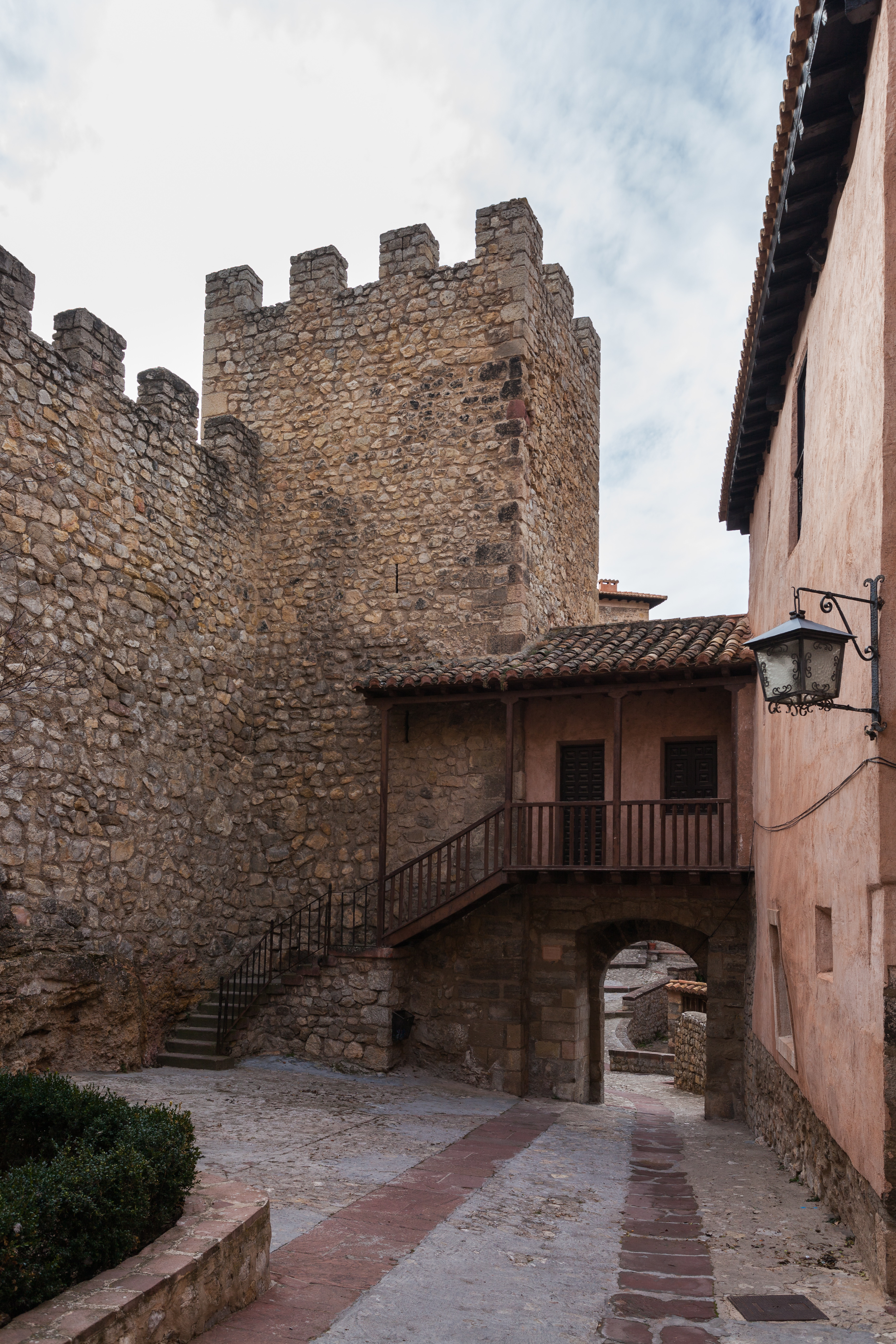
Portal del Agua
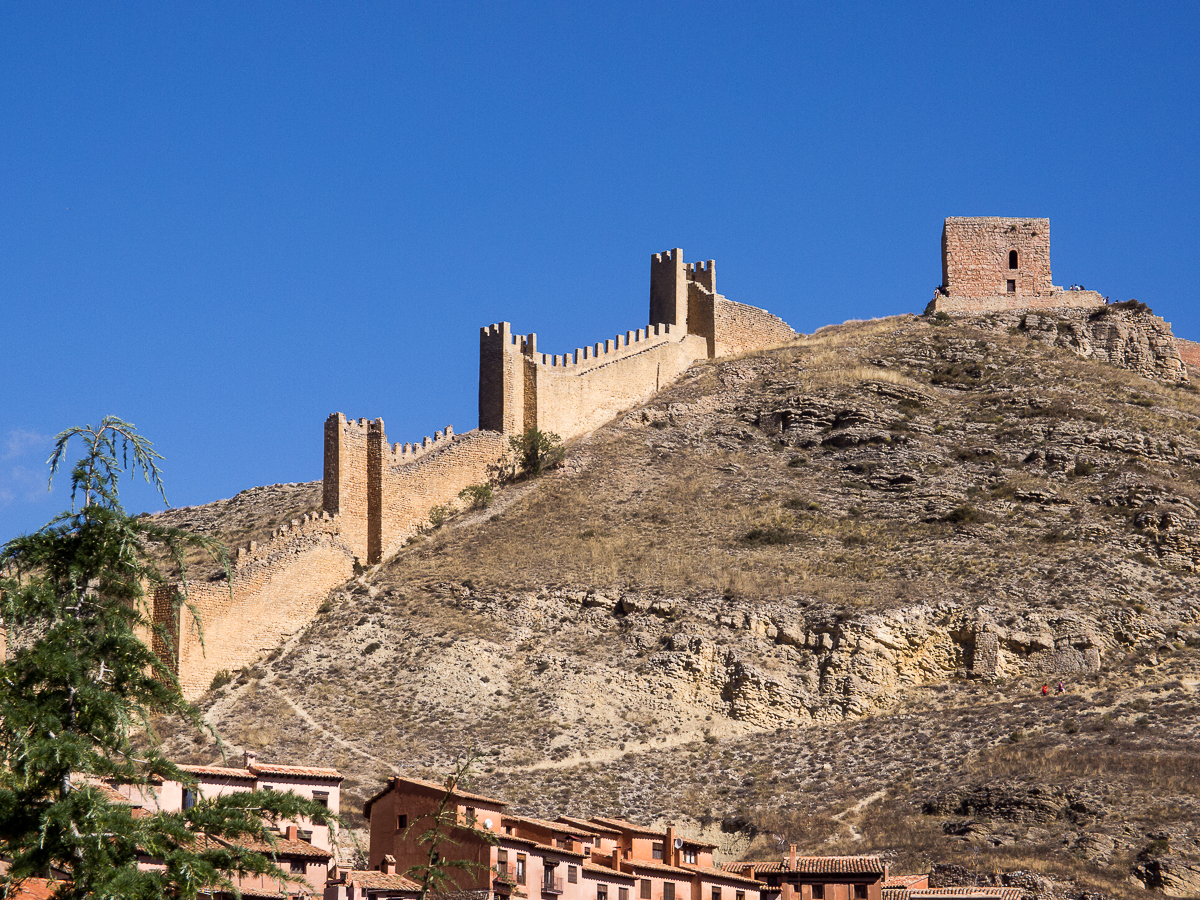
Muralles
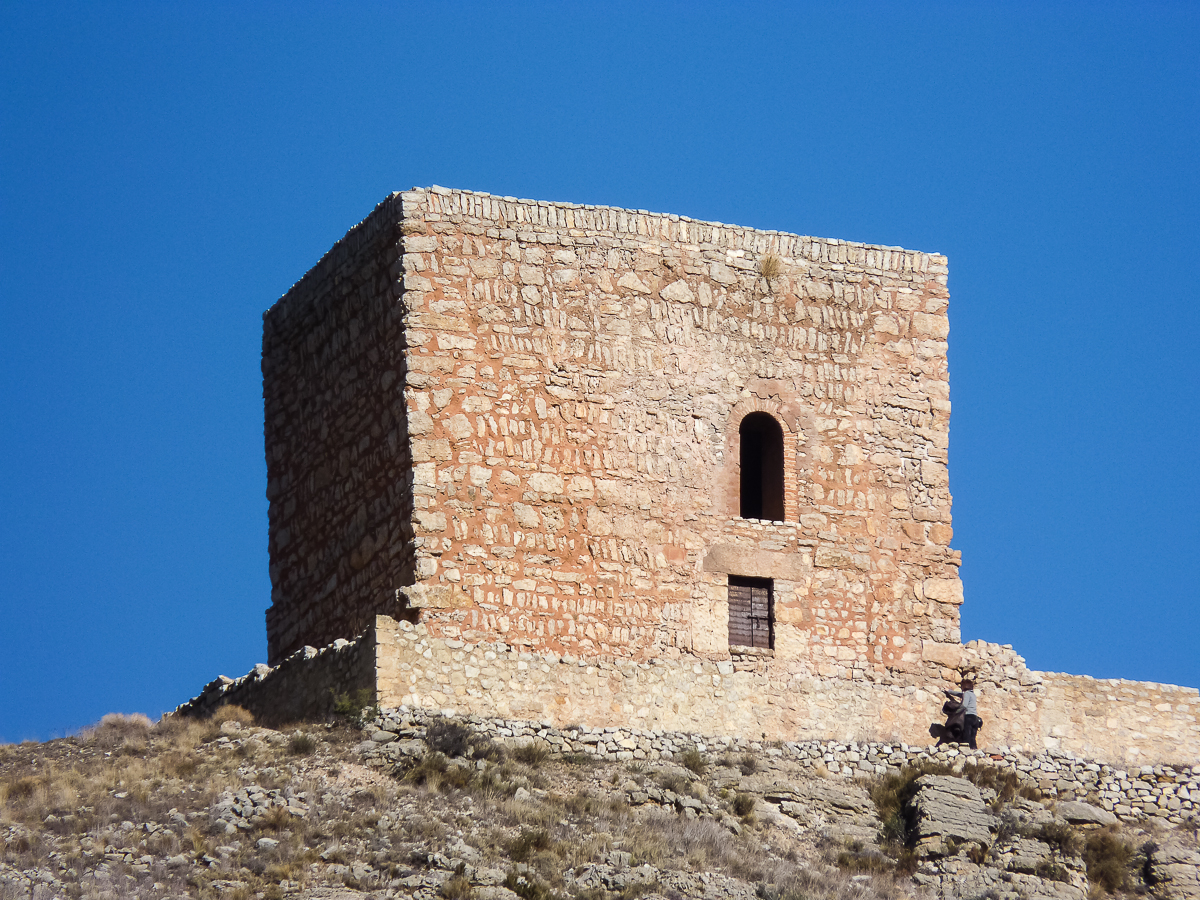
Torre de l'Andador
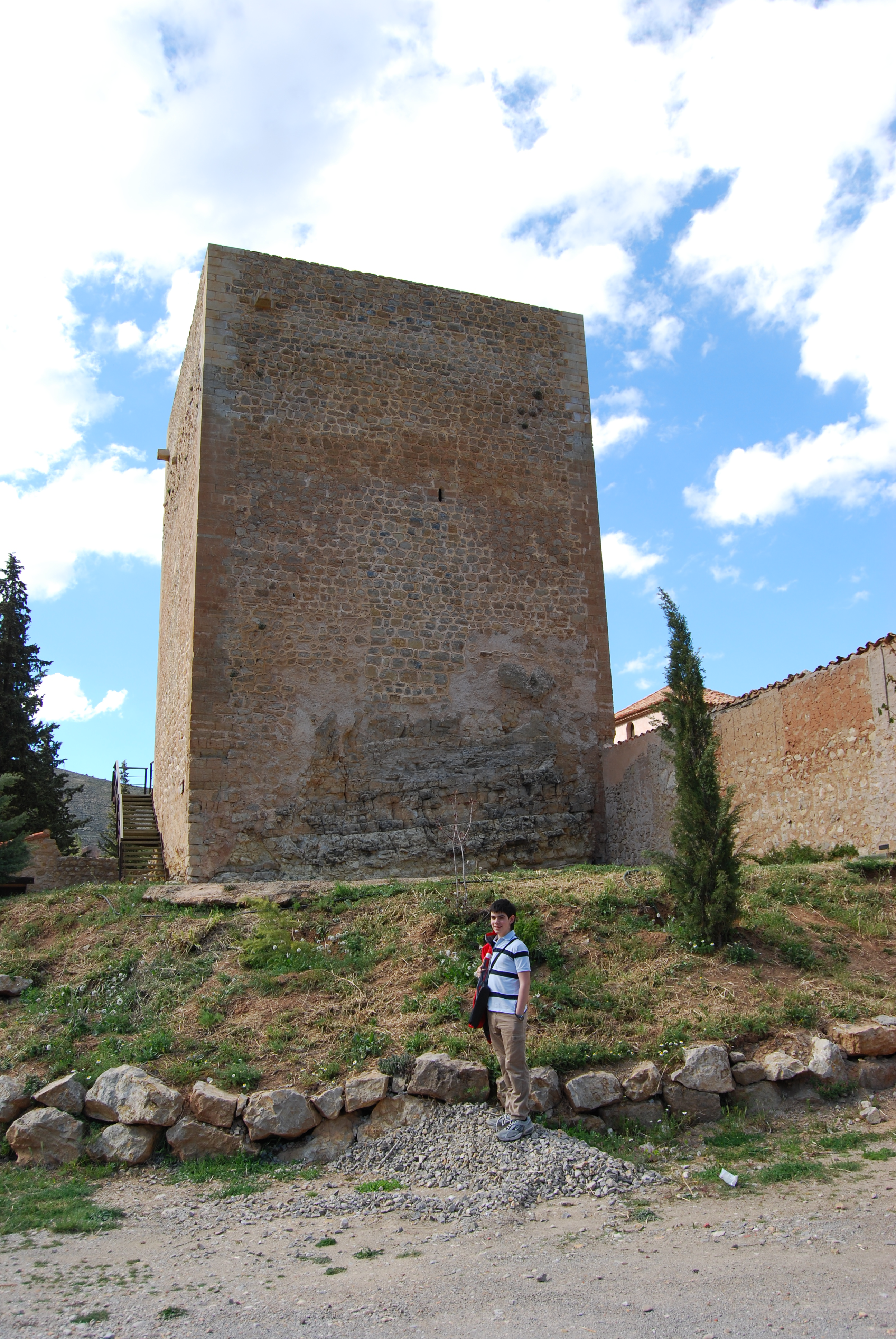
Torre de Donya Blanca

- Torre del Andador. datada entre els segles x i xi, se situa en el punt més alt d'Albarrasí. Presenta planta quadrangular (de 10 metres per set), fàbrica musulmana i fossat artificial, excavat en la roca. Juntament amb l'Alcàsser i la Torre de la Muela formava part del triangle estratègic de la ciutat.[8]
- La torre de Donya Blanca. Situada sobre l'extrem sud del meandre, al costat mateix de l'Església de Santa María. És considerada com un dels tres castells, juntament amb el castell en si i la torre del Andador, que conformen el sistema defensiu de la ciutat. Presenta una altura de 18 metres i planta quadrada amb gruixuts murs de maçoneria. L'accés es realitza a través d'una porta situada a més de vuit metres d'altura sobe el sòl exterior, amb el que es pretenia garantir la defensa en cas de setge. L'interior es divideix en quatre plantes i des d'en l'última s'accedeix a una terrassa superior, que fa de mirador de la ciutat.[5]
- L'ermita de Sant Joan. Situada al mateix barri de Sant Joan, que antany va ser la jueria, es considera erigida sobre una antiga sinagoga.[5]
- Santa María d'Albarrasí. Es tracta del més antic de les diferents esglésies de la localitat, estant datada la seva construcció al segle xii. Es creu que és una obra inconclusa del mestre francès Cinquè Pierres Videl, acabada per un mestre, el més probablement local, qui va haver d'incloure els elements mudèjars de la part alta dels murs exteriors. Només s'obre en Setmana Santa i al maig.[5]
- Plaza Mayor. És el nucli central d'Albarrasí de disseny irregular data del segle xi. En ella se situen edificis amb balconades corregudes i tradicionals baranes de forja. Destaca l'Ajuntament, construït a mitjan segle xvi sobre una base de porxades amb arquería de mig punt, presentant en el pis superior l'escut d'Albarrasí.[9]
- Cases Nobles i arquitectura tradicional que es pot contemplar al llarg dels carrerons que conformen el conjunt històric. Criden l'atenció la casa dels Dolz de Mirall, datada al segle xv; la casa de la Brigadiera, construïda al segle; la mansió dels Navarro de Arzuriaga (casa de quatre plantes situada al costat del Portal de Molina, restaurada a mitjan anys setanta, quan es va tapiar la torrassa sobre la seva façana i es va intervenir sobre el seu ràfec. Pot observar-se un escut familiar en pedra sobre les dovelles de la porta d'accés amb forma d'arc de mig punt), datada del segle xvii; o la casa dels Monterde i Altillón també del segle xvii.[10][9]

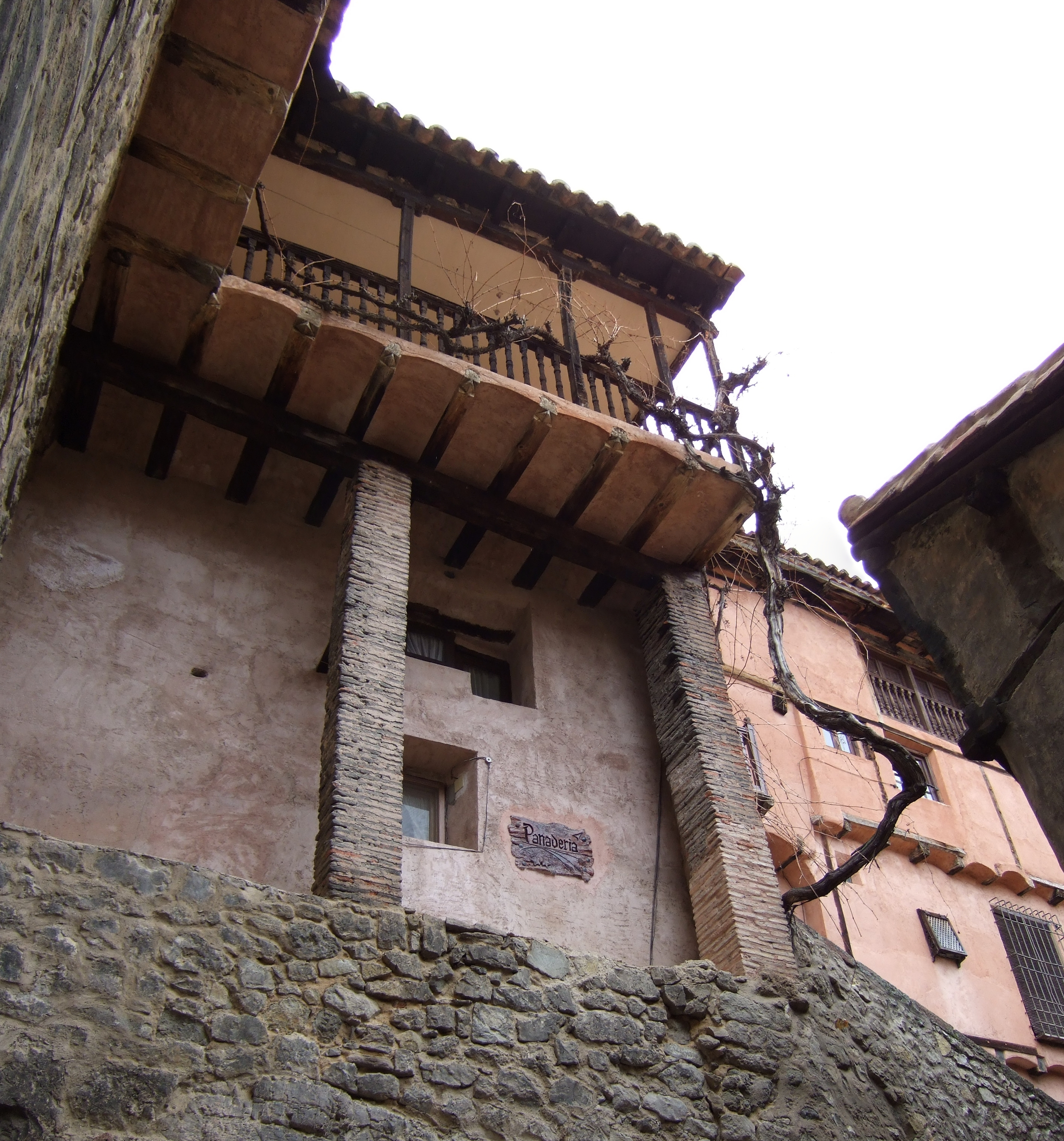
Casas colgantes
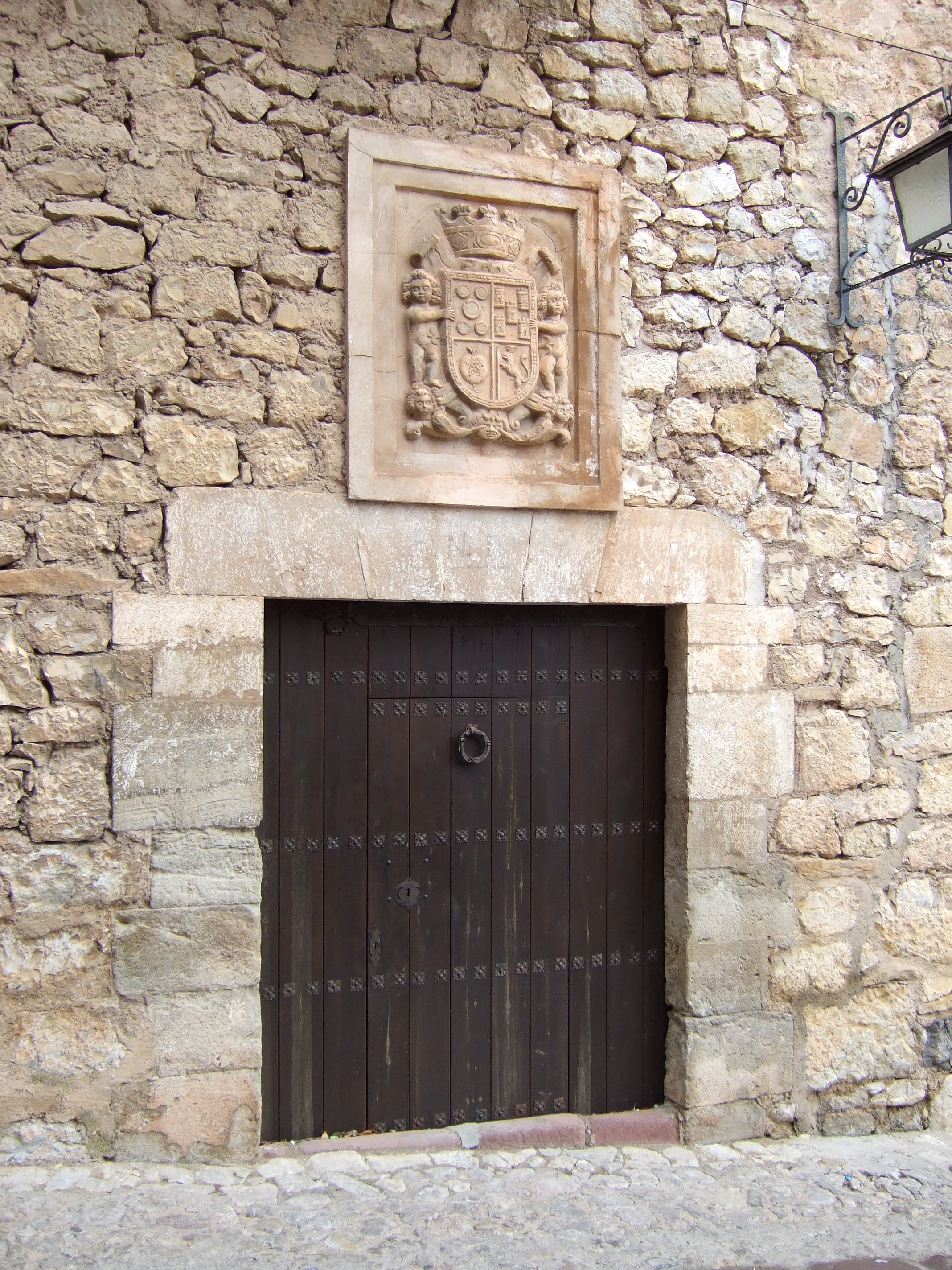
casa de Dolz de Espejo
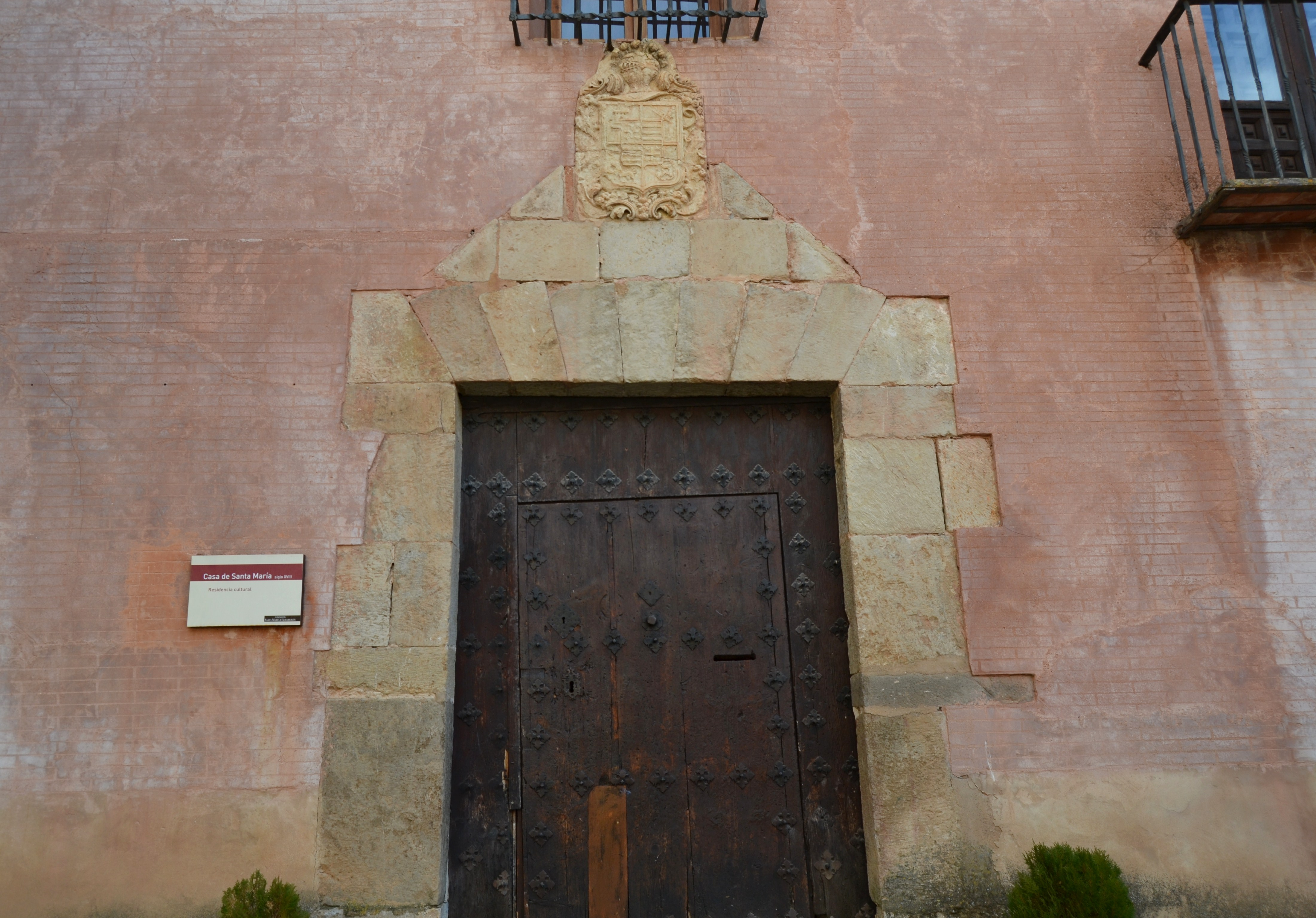
Puerta de la casa de Santa María
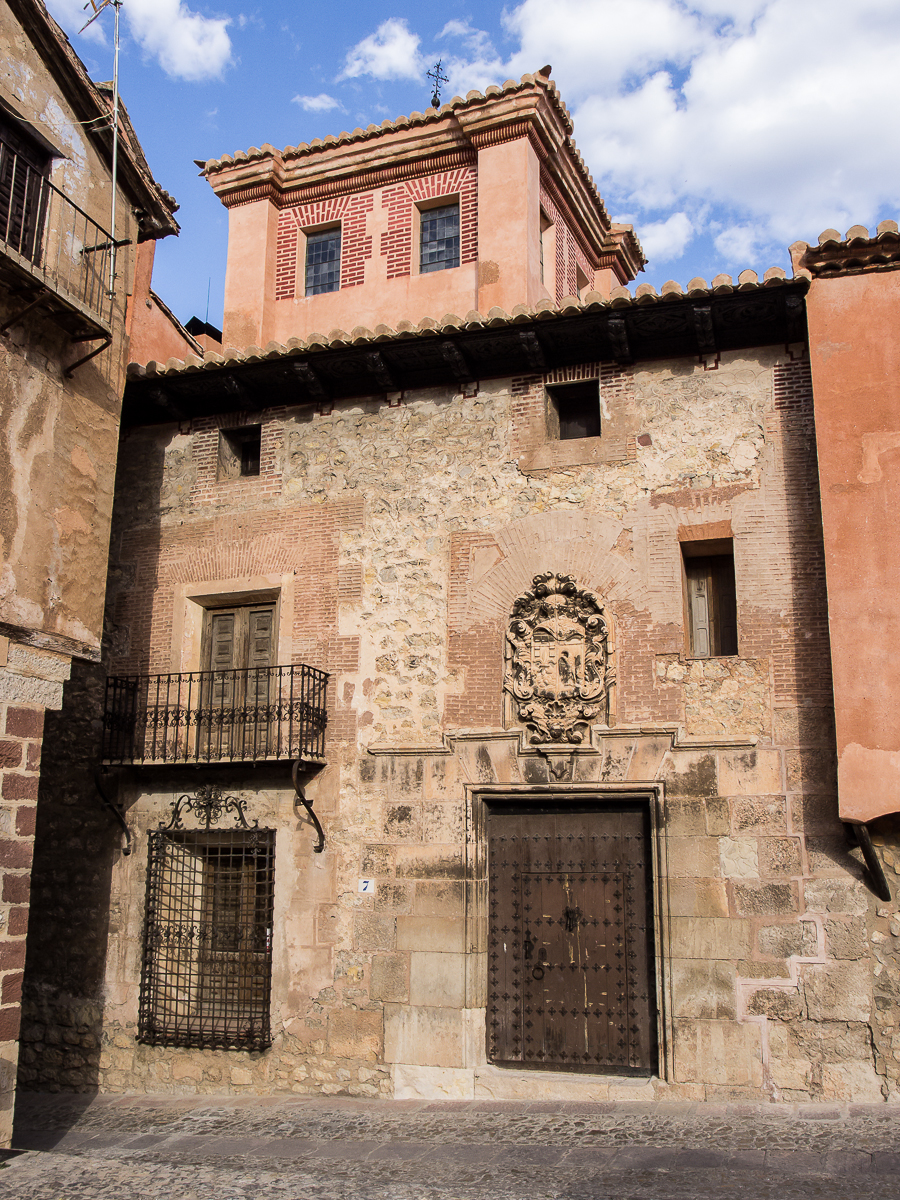
Casa de los Monterde
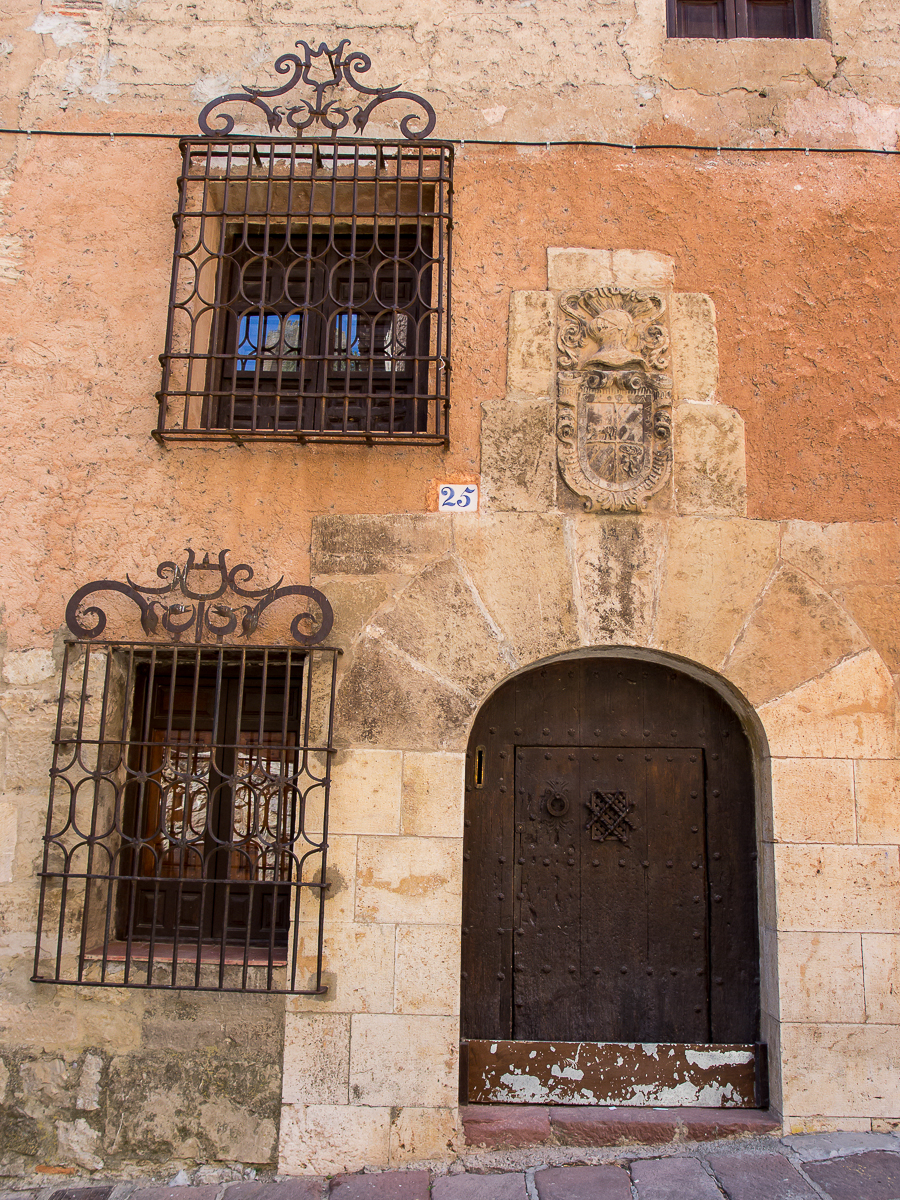
Casa dels Navarro Arzuriaga al carrer Palacios
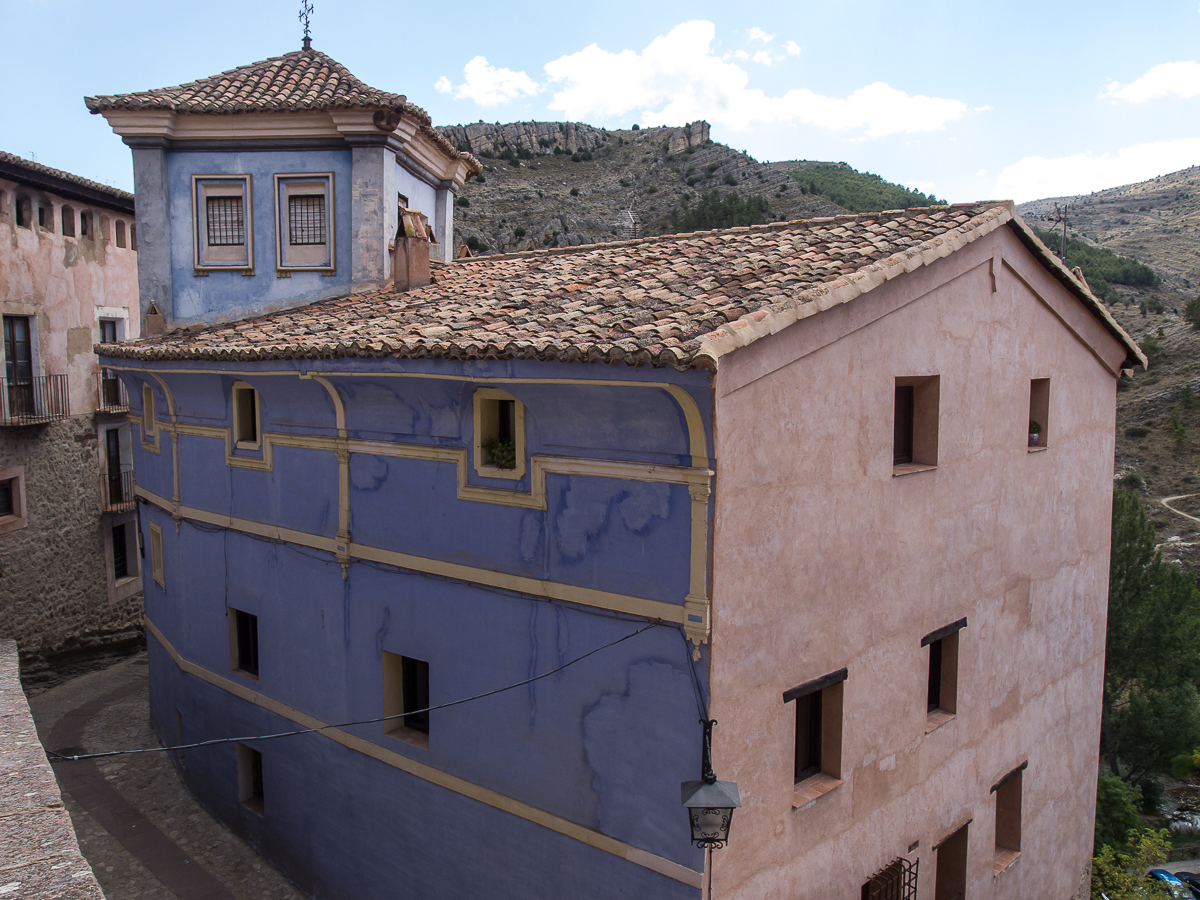
Casa dels Navarro Arzuriaga coneguda com “Casa blava”.
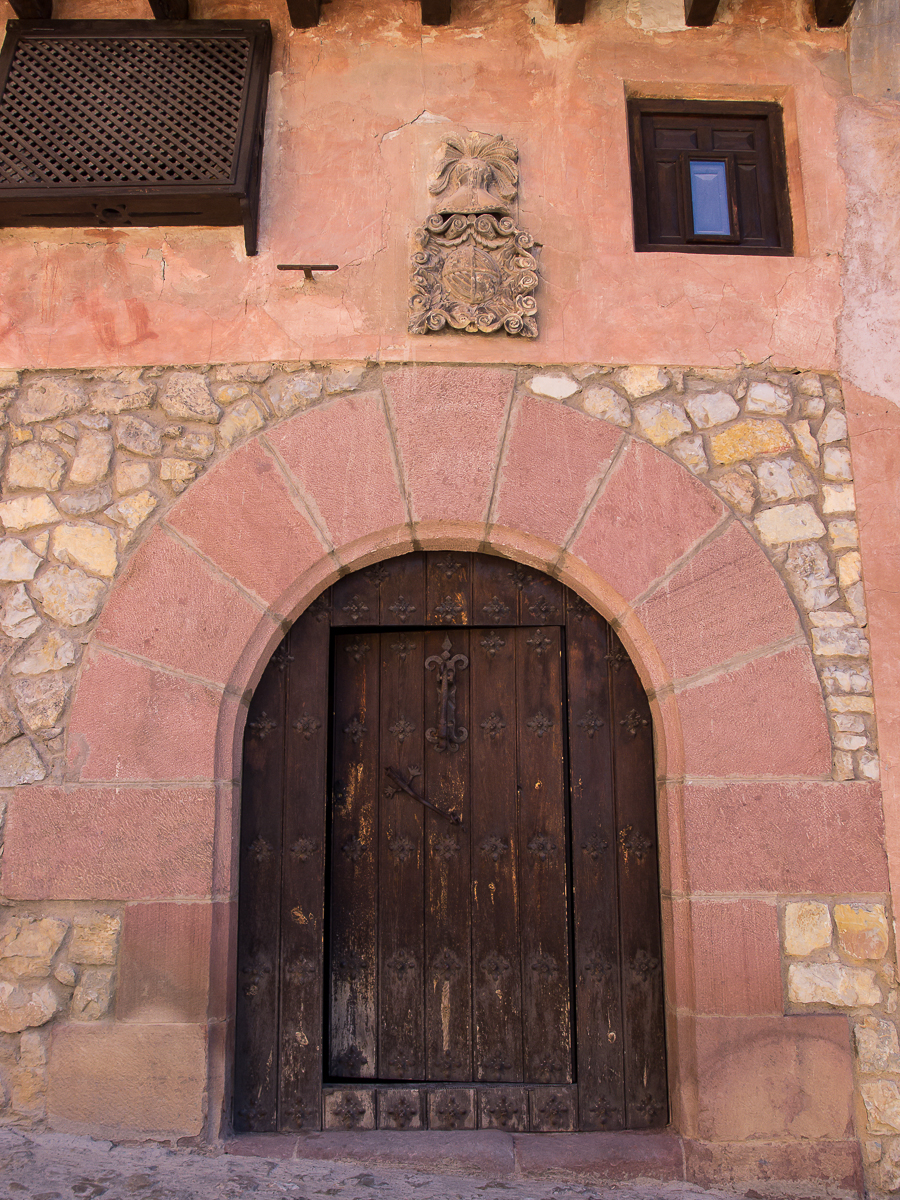
Casa dels Pérez de Toyuela
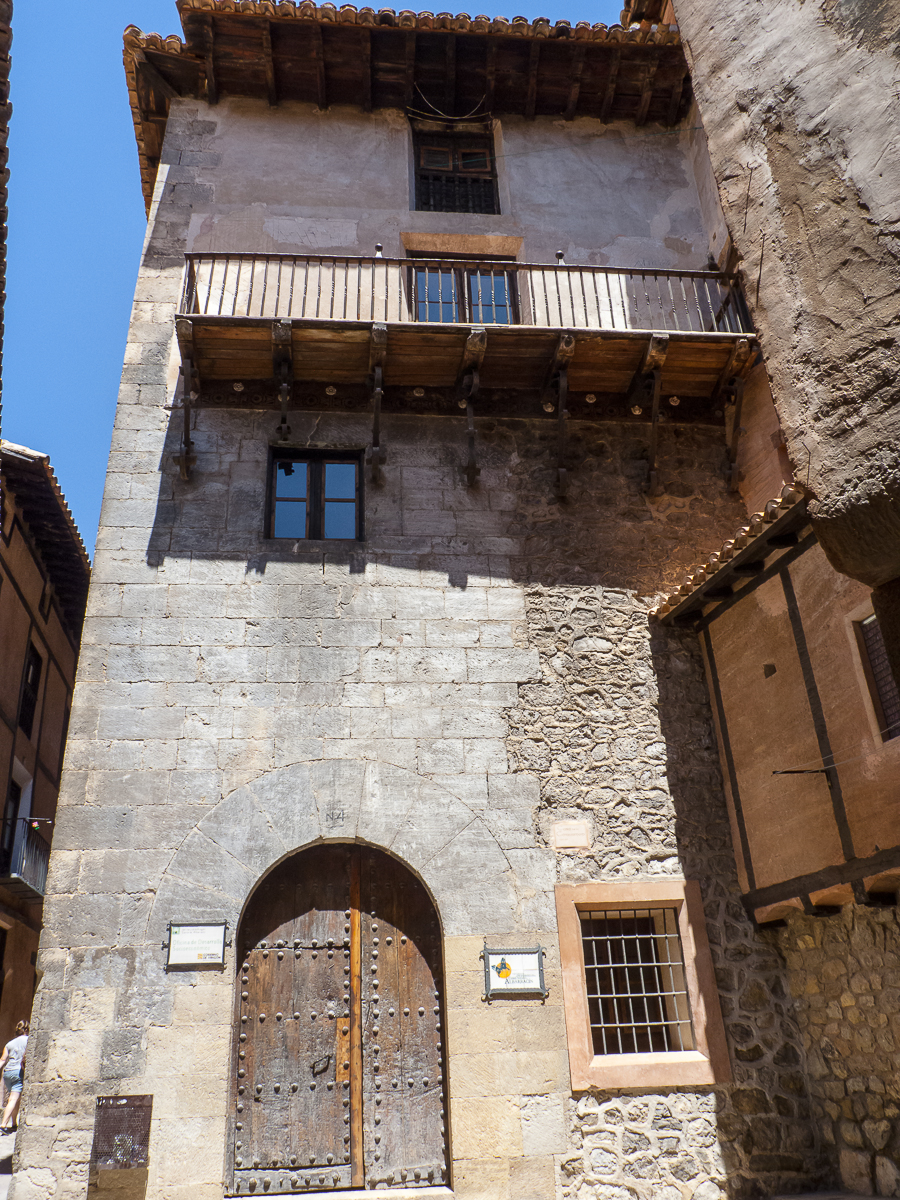
Casa de l'Abanico
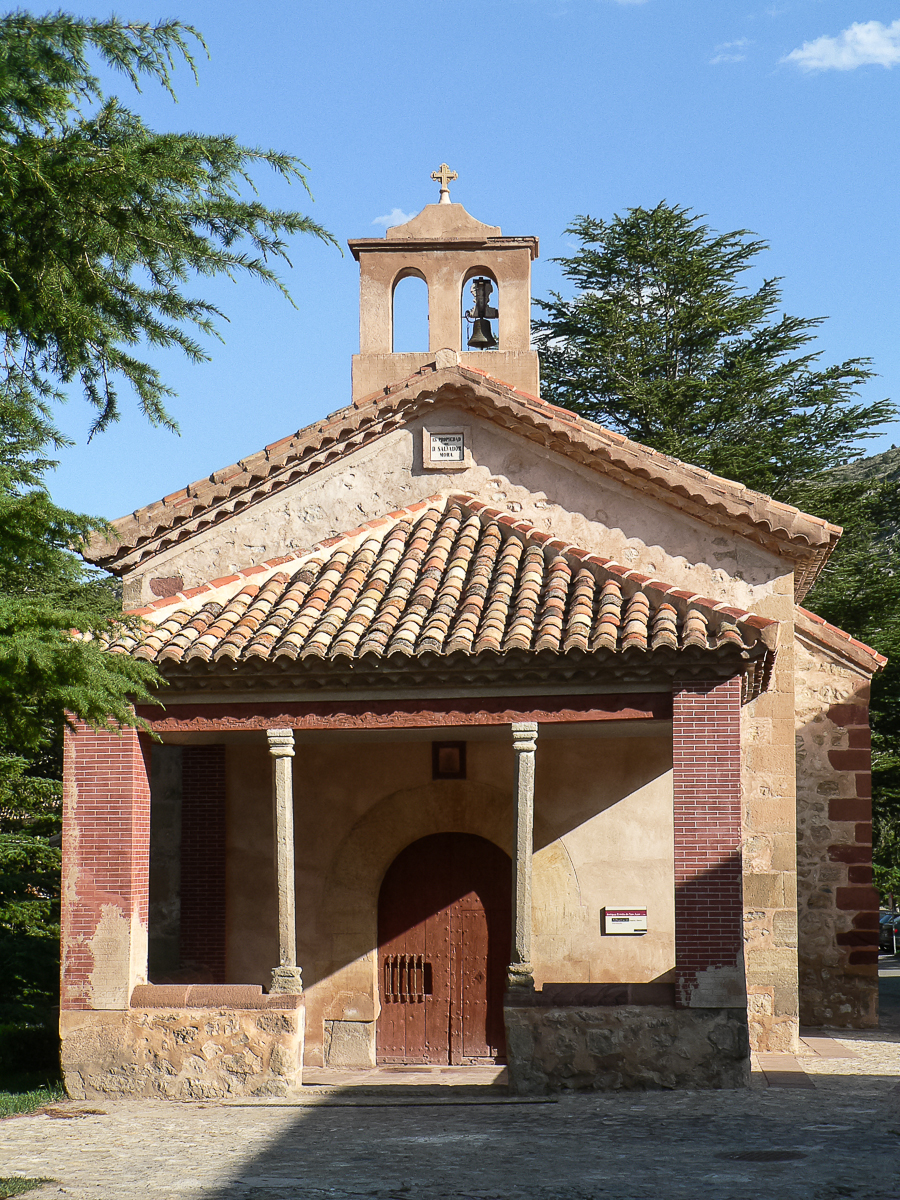
Ermita de San Joan
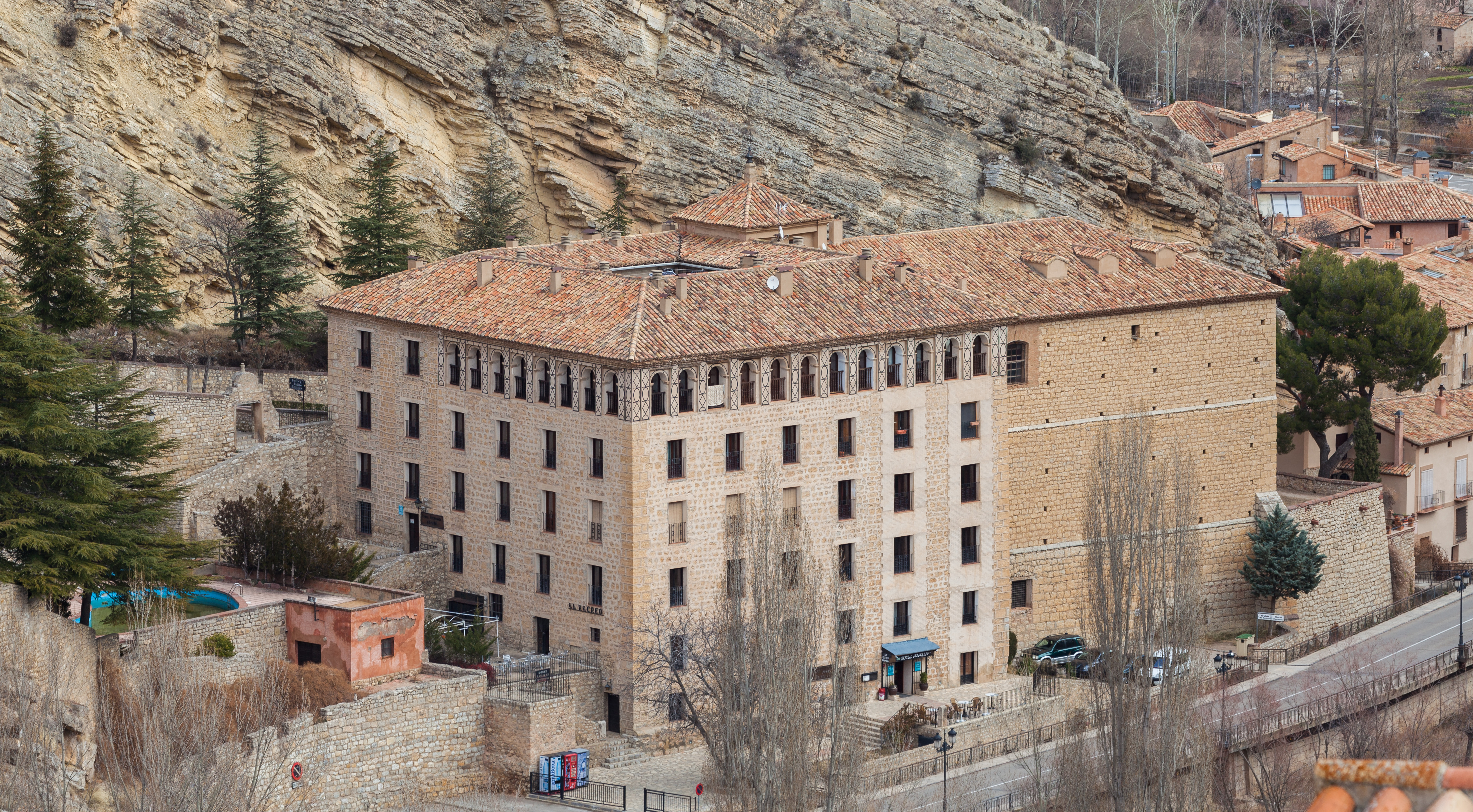
Escuelas Pías
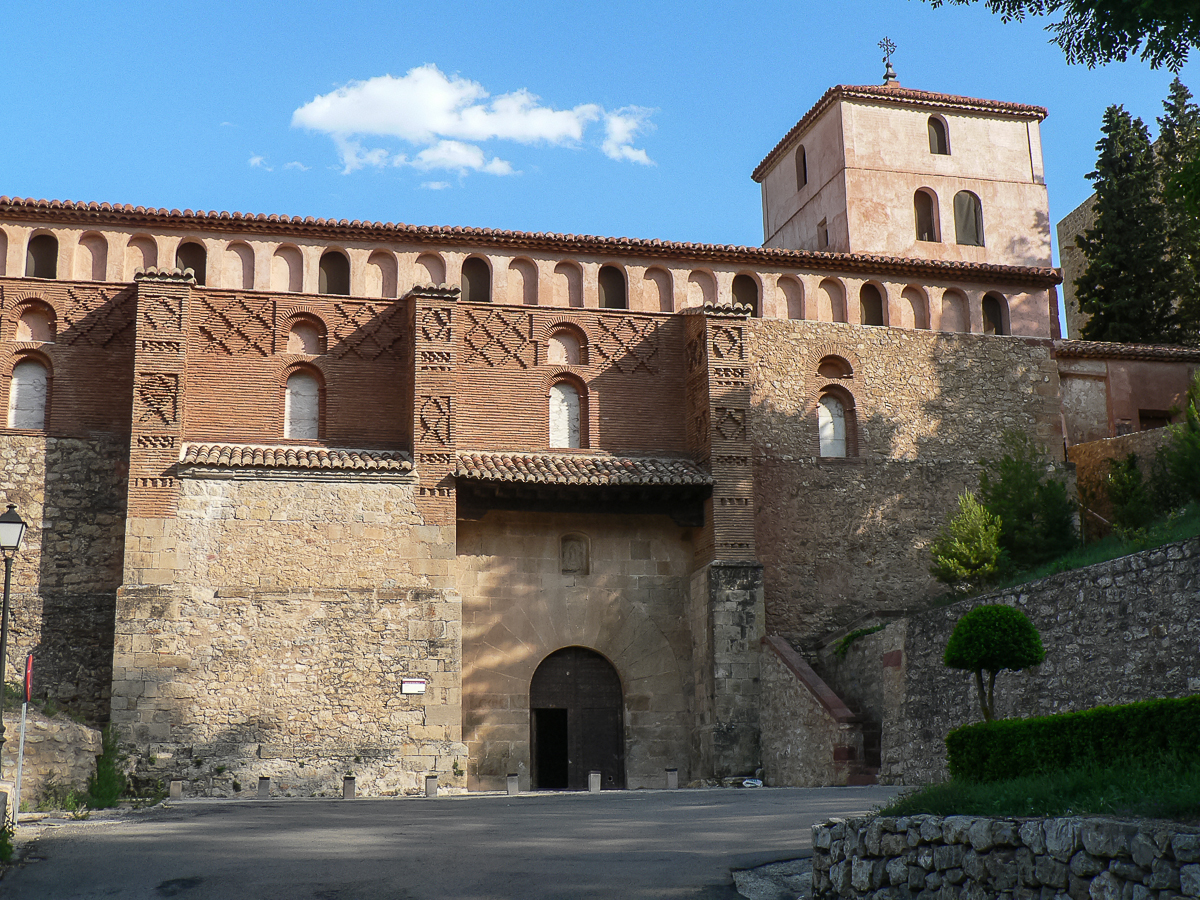
Església de Santa Maria
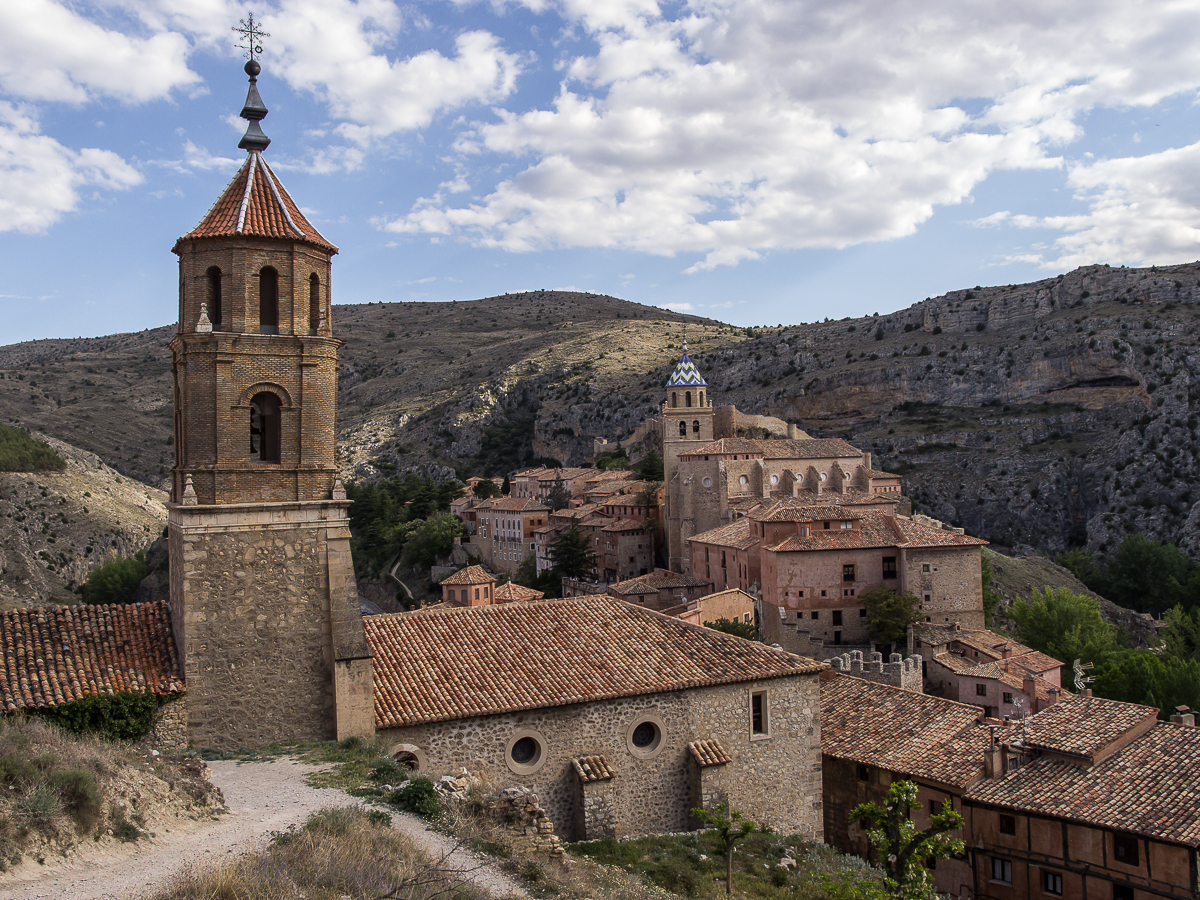
Vista general de l'església de Sant Jaume

- Altres cases més senzilles com la casa de la Julianeta (de gran inclinació), la casa del Doll i altres habitatges del carrer Azagra.[9]
- Església de Sant Jaume, que presenta un estil gòtic tardà, malgrat construir-se entrat ja el segle xvi, obra d'Alonso del Barri. Presenta una estructura senzilla de la qual destaca el campanar i a l'interior cal destacar l'altar major dedicat a Santiago apòstol.[9]
- Altres temples d'interès serien l'ermita del Crist de la Vega, del segle xvii, que guarda en el seu interior una talla romànica de la Verge del segle xiii, i un llenç del Ecce Homo, del segle xvi. També és destacable el convent barroc dels Escolapis o el monestir de les dominicas de Sant Bruno i Sant Esteve, del segle xvi.[9]